# Jerusalem
|  | Per a altres significats, vegeu «Jerusalem (desambiguació)». |

Jerusalem (hebreu: יְרוּשָׁלַיִם‎; àrab: أورشليم القدس, lit. ‘Jerusalem la Santa’, o, senzillament, القدس, al-Quds; llatí: Hierosolyma; grec antic: Ιεροσόλυμα, Ierosólyma, o Ιερουσαλήμ, Ierusalēm) és la capital d'Israel per als jueus i de Palestina per als àrabs. Situada en un altiplà en les muntanyes de Judea entre la Mediterrània i la Mar Morta, és una de les ciutats més antigues del món. Es considera sagrada per les tres grans religions abrahàmiques: judaisme, cristianisme i islam. Israelians i palestins reclamen Jerusalem com la seva capital tal com ho ha va ser històricament, ja que Israel manté les seves institucions governamentals primàries allà de forma il·legal segons la llei internacional. Palestina reclama la capitalitat d'acord amb la Resolució 242 del Consell de Seguretat de l'ONU i la declaració d'independència de Palestina de l'any 1988 l'OAP l'inclou efectivament com a capital.
L'estatus de Jerusalem era i és un dels temes centrals en el conflicte palestí-israelià. Durant la Guerra Àrab-Israeliana de 1948 o Guerra d'Independència, Jerusalem Oest va ser una de les zones capturades i posteriorment annexat per Israel, mentre que Jerusalem oriental, inclosa la Ciutat Vella, va ser capturat i posteriorment annexada per Jordània. Israel va capturar Jerusalem oriental de Jordània durant la Guerra dels Sis Dies de 1967 que posteriorment es va annexar a Jerusalem Oest, juntament amb el territori circumdant addicional. Una de les lleis fonamentals d'Israel, la Llei de 1980 de Jerusalem, es refereix a Jerusalem com a capital indivisible del país, vulnerant les resolucions de l'ONU que no reconeixen aquesta annexió del territori ocupat. Totes les branques del govern israelià es troben a Jerusalem, inclosa la Knesset (parlament israelià), les residències del primer ministre i el president, i el Tribunal Suprem. Mentre que la comunitat internacional va rebutjar l'annexió i tracta a Jerusalem Est com a "territori palestí ocupat per Israel", Israel té més dret a la sobirania sobre Jerusalem Oest. La comunitat internacional no reconeix Jerusalem com a capital d'Israel, i els amfitrions de la ciutat no hi ha ambaixades estrangeres. Jerusalem és també la llar d'algunes institucions israelianes no governamentals d'importància nacional, com ara la Universitat Hebrea i el Museu d'Israel, amb el seu Santuari del Llibre.
El 2011 Jerusalem tenia un total de 801.000 habitants: 497.000 jueus (62% del total), 281.000 musulmans (35%), 14.000 cristians (2%) i 9.000 persones sense adscripció religiosa (1%).
La ciutat antiga de Jerusalem i les seves muralles van ser declarades l'any 1981 patrimoni de la Humanitat per la UNESCO.

## Etimologia
L'origen precís del nom hebreu יְרוּשָׁלַיִם, Yeruixalàyim és incert i els acadèmics n'ofereixen diferents interpretacions. Alguns afirmen que procedeix de les paraules hebrees yeru (hebreu: ירו, ‘casa’) i xalem o xalom (hebreu: שלם', ‘pau’), fet que vindria a representar que Jerusalem significaria ‘casa de la pau’. Això pot ser degut al fet que generalment és conegut com «la terra de Déu». Una altra interpretació diu que podria fer referència a Salem, un antic nom de la ciutat que apareix al Gènesi.
El nom àrab és al-Quds (àrab: القدس, romanitzat: al-Quds), que significa ‘el Sagrat’, o més rarament Bayt al-Maqdis (àrab: بيت المقدس, romanitzat: Bayt al-Maqdis), ‘Casa del Santuari’. L'estat d'Israel utilitza sovint com a denominació en àrab el nom arcaic Urxalim (àrab: أورشليم, romanitzat: Ūrxalĩm), que no té ús en la llengua parlada i molt escàs en l'escrita, o la forma mixta Urxalim Al-Quds (àrab: أورشليم القدس, romanitzat: Ūrxalĩm al-Quds).
El gentilici en català dels habitants de la ciutat de Jerusalem és jerosolimità i jerosolimitana o bé jerosolimitans i jerosolimitanes.

## Geografia física

### Relleu i geologia
El nucli de la ciutat estava al lloc actualment denominat Ir David (‘Ciutat de David'), al vessant sud de la muntanya del Temple, limitada per les valls d'Hinnom a llevant i del Tyropeon a ponent, que s'ajunten al sud. Al nord hi ha el cim del mont Morià, on el rei Salomó construí el temple de Jerusalem. Alguns segles més tard fou afegit a la ciutat el turó occidental. En temps del rei Herodes fou eixamplada cap al nord.
- Valls: al nord-oest la vall d'Hinnom, prop de la qual hi ha les tombes dels reis a la vall de Jehoixafat, i la vall de Kidron.
- Turons: la ciutat alta o alta àgora; Acra (ciutat baixa); turó del temple de Jerusalem; i turó de Bezetha o ciutat nova; un turonet al nord-est del temple es diu Antònia (llatí: Antonia), pel nom del castell allí construït.

### Hidrologia
El subministrament d'aigua sempre ha estat un dels grans problemes de la ciutat de Jerusalem, com certifiquen la intricada xarxa d'antics aqüeductes, túnels, estancs i cisternes que s'han trobat a la ciutat.

### Clima
La ciutat es caracteritza per un clima mediterrani, amb estius secs i calorosos, i uns hiverns freds i plujosos. Hi pot haver lleus nevades un parell de cops durant l'hivern, i cada tres o quatre anys (de mitjana) es produeixen nevades importants. El gener és el mes més fred de l'any, amb una temperatura mitjana de 8 °C; per altra banda, els mesos de juliol i agost són els que tenen les temperatures més elevades, amb una mitjana de 23 °C. Les temperatures varien força entre el dia i la nit, i els vespres a Jerusalem són típicament freds, fins i tot a l'estiu. La precipitació mitjana anual és pròxima als 590 mil·límetres, amb les majors precipitacions entre octubre i maig.
| Mes                            | Gen         | Feb         | Mar        | Abr        | Mai       | Jun       | Jul       | Ago       | Set       | Oct        | Nov        | Des          |
| ------------------------------ | ----------- | ----------- | ---------- | ---------- | --------- | --------- | --------- | --------- | --------- | ---------- | ---------- | ------------ |
| Mitjana temp. màx. °C (°F)     | 12 (53)     | 13 (56)     | 21 (70)    | 25 (77)    | 28 (82)   | 29 (84)   | 29 (84)   | 28 (82)   | 25 (77)   | 19 (66)    | 14 (57)    | 27 (80)      |
| Mitjana temp. mín. °C (°F)     | 4 (39)      | 4 (40)      | 6 (43)     | 9 (49)     | 12 (54)   | 15 (59)   | 17 (63)   | 17 (63)   | 16 (61)   | 14 (57)    | 9 (49)     | 6 (42)       |
| Mitjana de pluges en mm (inch) | 142,2 (5,6) | 114,3 (4,5) | 99,1 (3,9) | 30,5 (1,2) | 2,5 (0,1) | 0,0 (0,0) | 0,0 (0,0) | 0,0 (0,0) | 0,0 (0,0) | 22,9 (0,9) | 68,8 (2,7) | 109,.2 (4,3) |
| Font: The Weather Channel]     |             |             |            |            |           |           |           |           |           |            |            |              |

## Importància religiosa
Jerusalem és sagrada per al judaisme des de fa aproximadament 3.000 anys, per al cristianisme des de fa uns 2.000 anys i per a l'islam des de fa uns 1.400 anys. L'Anuari Estadístic de Jerusalem de l'any 2000 recull 1204 sinagogues, 158 esglésies i 73 mesquites a la ciutat. Malgrat els esforços per mantenir una coexistència religiosa pacífica, alguns llocs, com el Mont del Temple, han estat font contínua de friccions i controvèrsies.

### Judaisme

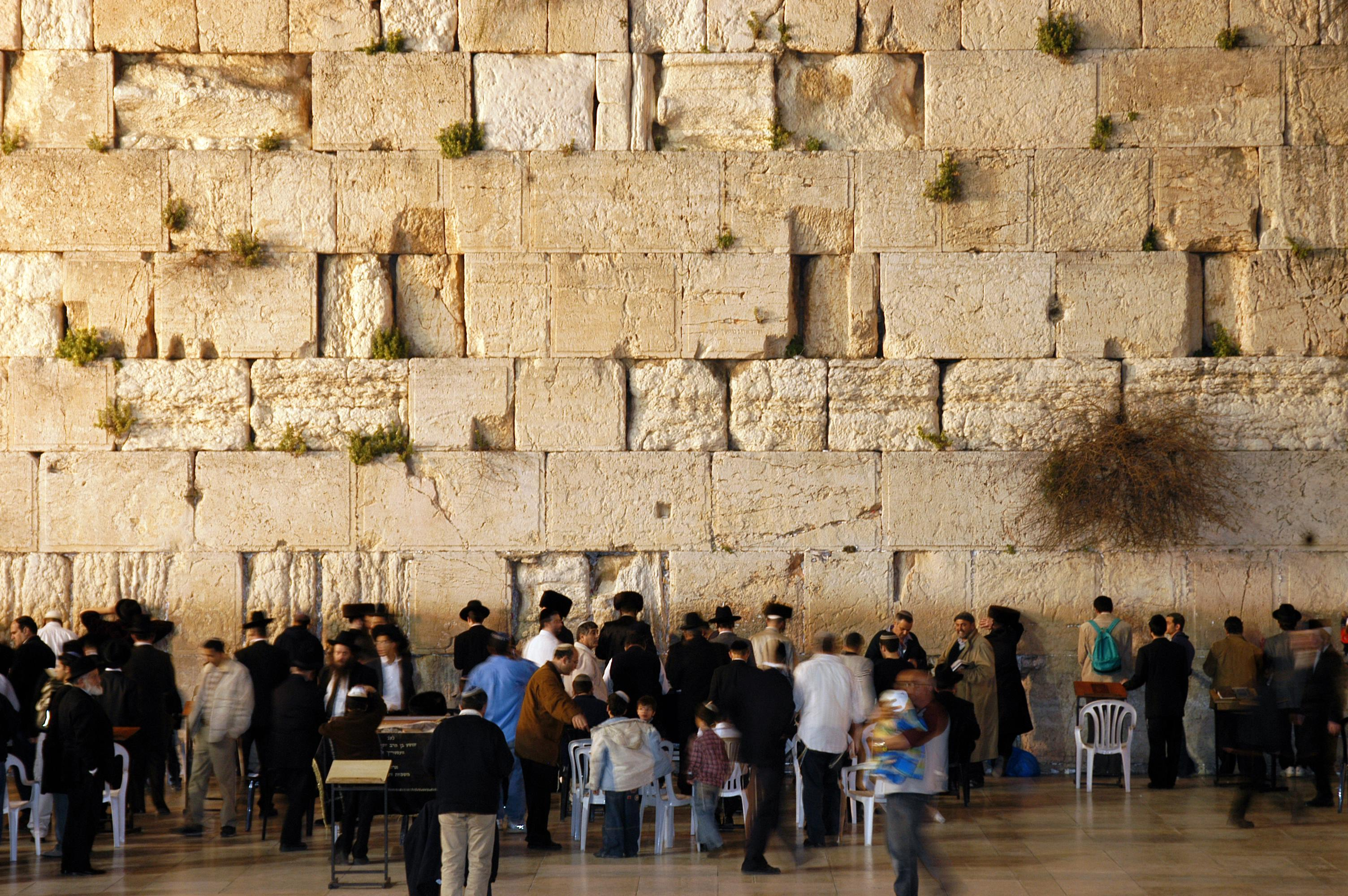
Jueus al Mur de les Lamentacions

Jerusalem és la ciutat més sagrada del judaisme i la pàtria ancestral i espiritual del poble jueu des que el rei David la va proclamar la seva capital al segle x aC. Sense comptar els seus altres noms, Jerusalem apareix a la Bíblia hebrea 669 vegades. A la primera part, la Torà (Pentateuc), només s'esmenta Moriah, però en parts posteriors de la Bíblia, la ciutat s'esmenta explícitament. El Mont del Temple, que va ser l'emplaçament del Temple de Salomó i del Segon Temple, és el lloc més sagrat del judaisme i el lloc cap al qual es tornen els jueus durant l'oració. El Mur Occidental, una resta del mur que envoltava el Segon Temple, és el lloc més sagrat on els jueus poden resar. Les sinagogues de tot el món es construeixen tradicionalment amb l'Arca Sagrada mirant cap a Jerusalem, i les Arques dins de Jerusalem miren cap al Lloc Santíssim. Segons el prescrit a la Mixnà i codificat al Xulhan Arukh, les oracions diàries es reciten mirant cap a Jerusalem i el Mont del Temple. Molts jueus tenen plaques «mizrach» penjades a la paret de casa seva per indicar la direcció de l'oració.

### Cristianisme

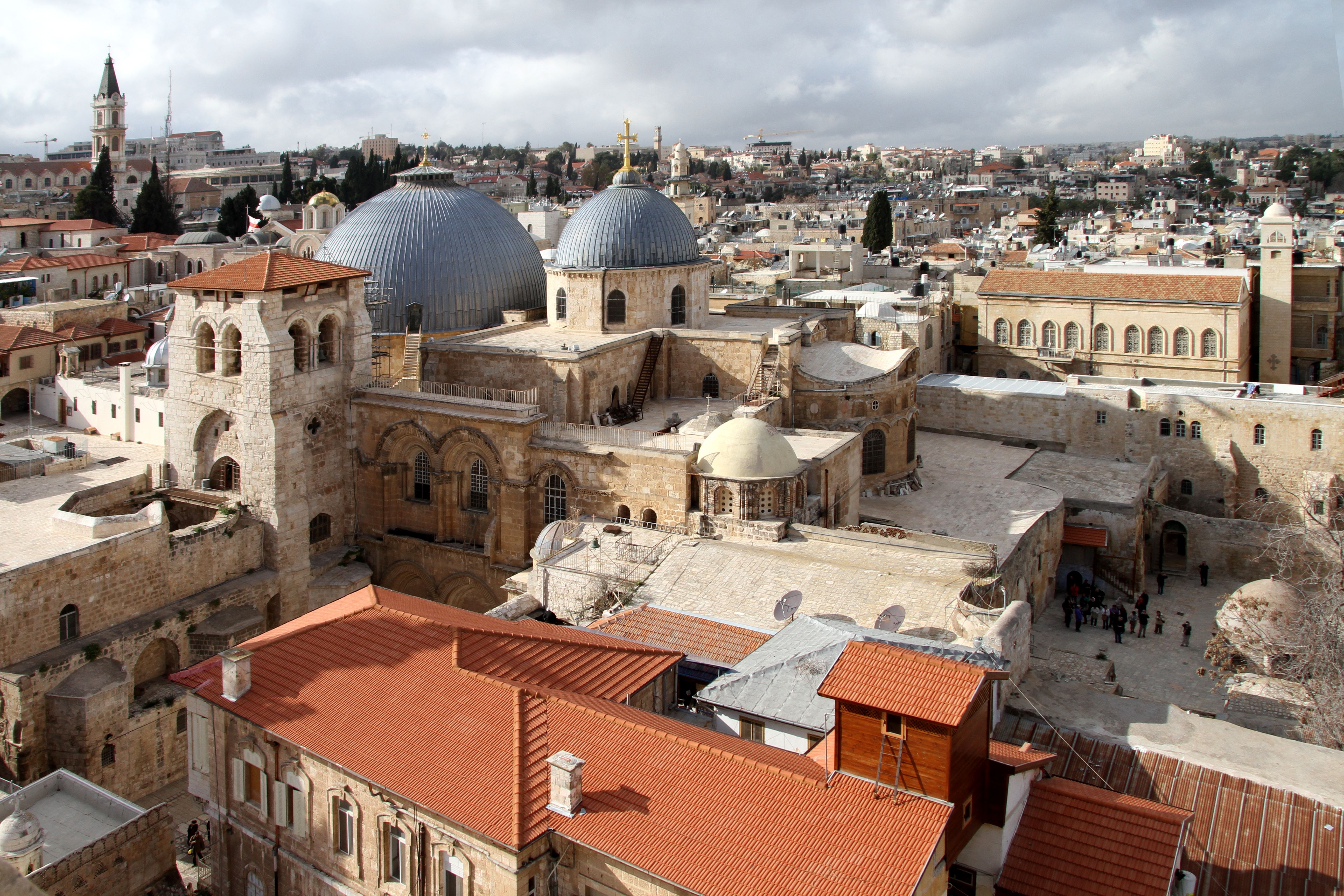
Església del Sant Sepulcre: Jerusalem es considera generalment el bressol del cristianisme.

Jerusalem és considerat el bressol del cristianisme, que el venera per la història a l'Antic Testament i per la importància en la vida de Jesús. Segons el Nou Testament, Jesús va ser portat a Jerusalem poc després del seu naixement i més tard a la seva vida hi va netejar el Segon Temple. El Cenacle, que es creu que va ser el lloc de l'Últim Sopar de Jesús, està situat al Mont Sió, al mateix edifici que alberga la Tomba del Rei David. Un altre destacat lloc cristià a Jerusalem és el Gòlgota, el lloc de la crucifixió. L'Evangeli de Joan ho descriu com situat fora de Jerusalem,[364] però recents proves arqueològiques suggereixen que el Gòlgota es troba a poca distància de les muralles de la Ciutat Vella, dins dels límits actuals de la ciutat. El terreny ocupat per l'església del Sant Sepulcre es considera un dels principals candidats per al Gòlgota i, per tant, ha estat un lloc de peregrinació cristiana durant els darrers 2000 anys. L'Església del Sant Sepulcre es considera generalment l'església més important de la cristiandat.

### Islam

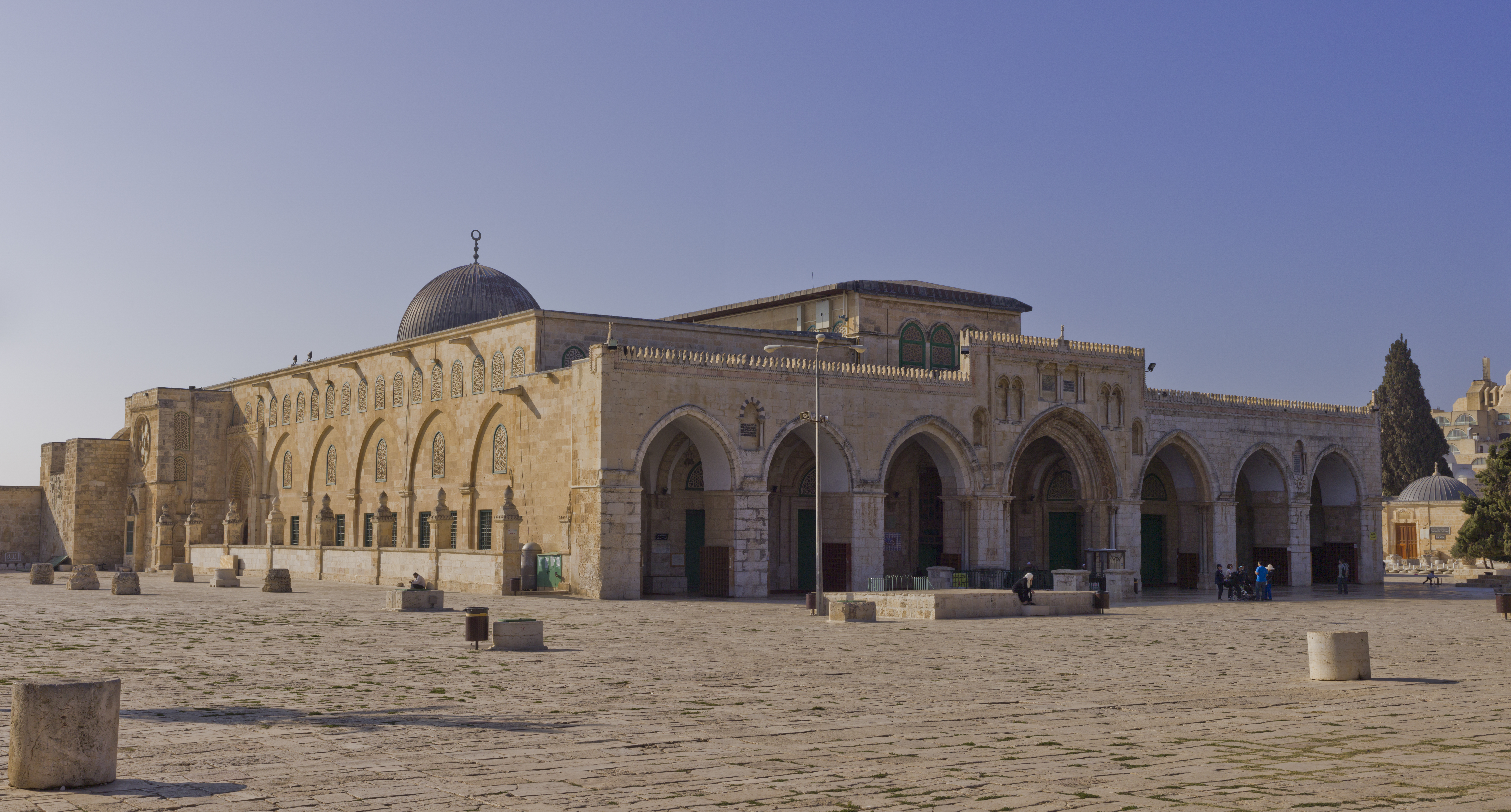
Mesquita d'Al-aqsa, tercer lloc més sagrat de l'Islam.

Jerusalem és la tercera ciutat més sagrada de l'islam sunnita. La tradició islàmica sosté que durant aproximadament un any, abans que es canviés permanentment a la Kaba a la Meca, l'alquibla (direcció de l'oració) per als musulmans era Jerusalem. No obstant això, el lloc durador de la ciutat a l'islam es deu principalment al Viatge Nocturn de Mahoma (620 d.C.). Els musulmans creuen que Mahoma va ser transportat miraculosament una nit des de la Gran Mesquita de la Meca fins al Mont del Temple de Jerusalem, des d'on va ascendir al Cel per reunir-se amb els profetes anteriors de l'Islam. El primer verset del Surat al-Isra de l'Alcorà assenyala la destinació del viatge de Mahoma com al-masyid al-aqṣā ("el lloc d'oració més llunyà"). En els primers temps de l'islam, s'entenia com una referència a un lloc al cel, no obstant això, els erudits islàmics posteriors al Rashidun van entendre que es referia a Jerusalem i, en particular, a l'emplaçament de l'antic temple jueu. L'hadit, una col·lecció de dites de Mahoma, esmenta que la mesquita d'Al-Aqsa es troba a Jerusalem. La mesquita d'Al-Aqsa, el nom original del qual és el del recinte més ampli en què es troba, es va construir al Mont del Temple sota el califa omeia Al-Walid diverses dècades després de la mort de Mahoma per commemorar el lloc des del qual els musulmans creuen que va ascendir al cel.

### Mandeisme

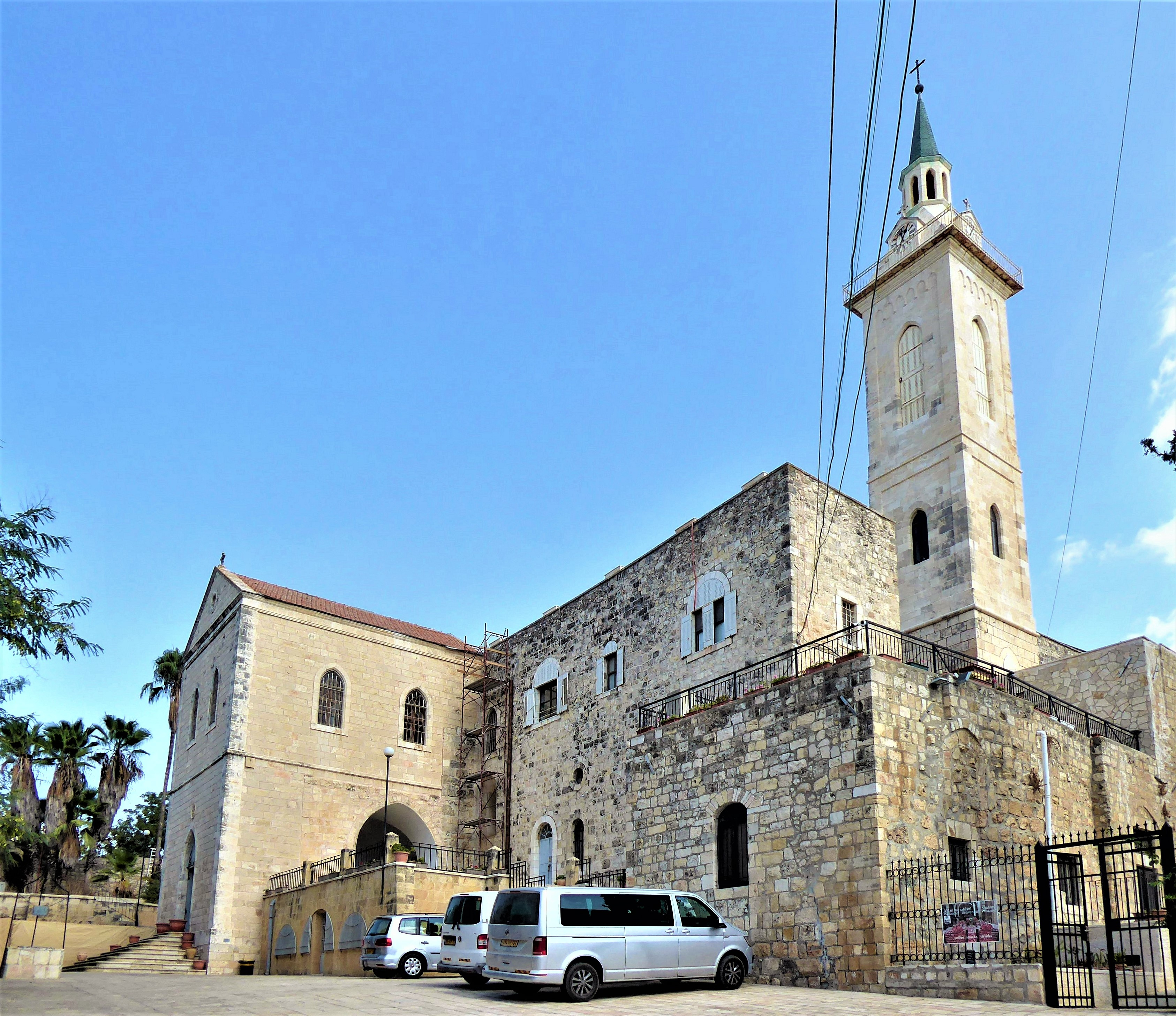
Església de Sant Joan Baptista, Ein Kàrem, Jerusalem

Segons Jorunn J. Buckley, els mandeus es veuen a si mateixos com a antics judeus amb base a Jerusalem i creu que el mandeisme és d'origen jueu o israelita. Els mandeus creuen que el seu profeta principal, Joan Baptista, va néixer a Jerusalem. Segons l'Haran Gawaita, els mandeus van estimar el Senyor Adonai fins al naixement de Jesús i van haver de fugir de Jerusalem a causa de la persecució al segle i de l'era cristianisme.
James F. McGrath compta 45 mencions de Jerusalem al Ginza Rabba (l'escriptura sagrada més llarga i important del mandeisme) i 84 al Llibre maneig de Joan (un llibre sagrat mandeig en arameu mandeu), assenyalant que es tracta d'una major freqüència de mencions per pàgina que les 274 mencions del Talmud babilònic, més extens. Els relats sobre Jerusalem esmenten Joan el Baptista, Miriai, Jacob i Benjamí, i les visites dels uthras Anush Uthra i Hibil Ziwa. McGrath assenyala que els relats de la destrucció de Jerusalem a la Ginza Dreta la presenten com a justícia per la persecució dels mandeus, i suggereix que això és una prova de l'existència d'una comunitat proto-mandea coherent a Jerusalem abans de la seva destrucció. Això és similar al relat cristià que veia la destrucció de Jerusalem com a venjança per la persecució de Jesús i els seus seguidors. McGrath també afegeix que cap altra ciutat de la literatura mandea rep tanta atenció com Jerusalem.

## Política i govern

### Capital de Palestina

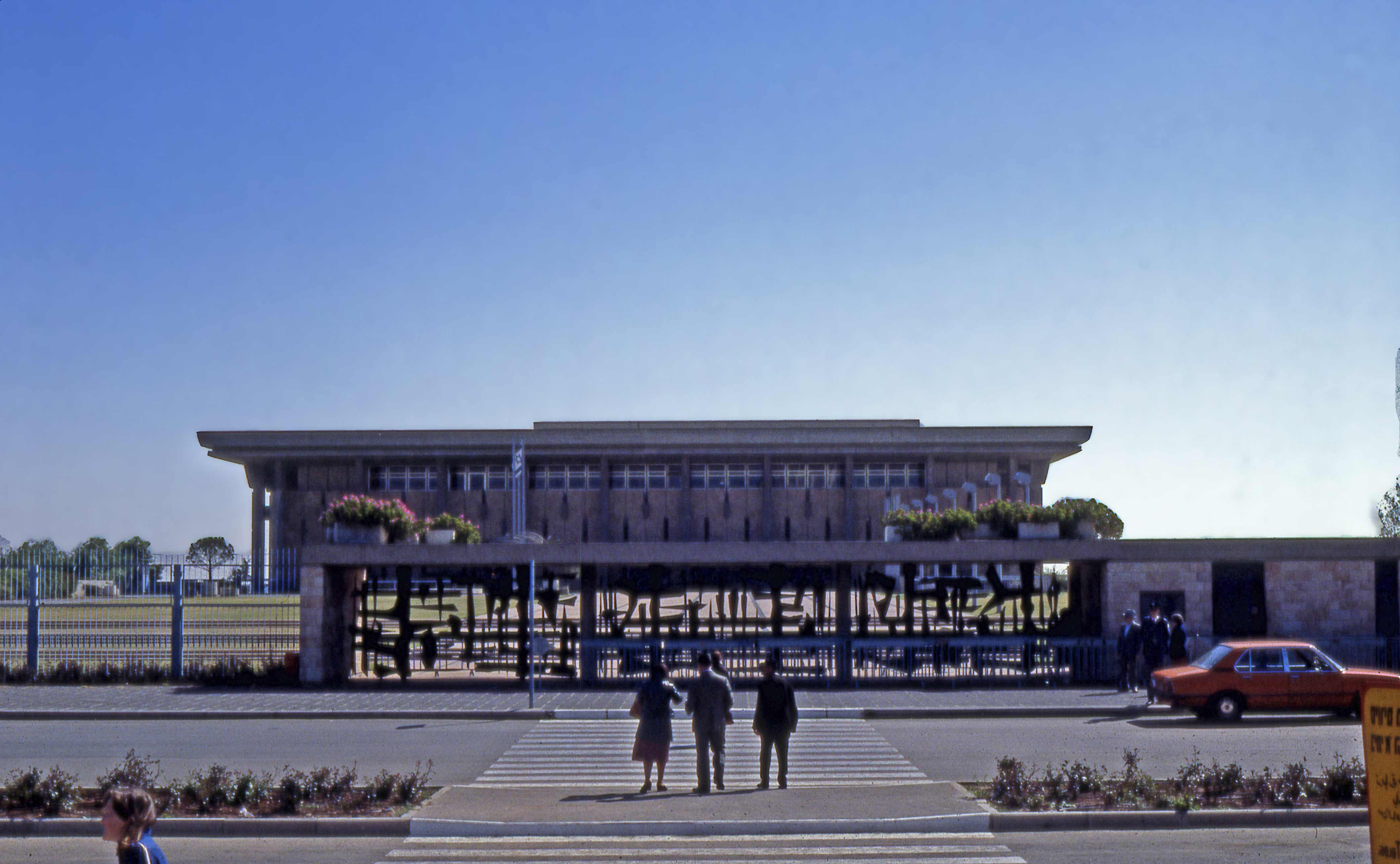
La Kenésset, el parlament d'Israel

Israel va proclamar Jerusalem com a capital de l'estat d'Israel l'any 1950, i va instal·lar-hi la seu de la residència presidencial, el Parlament israelià (Kenésset), la Cort Suprema i altres institucions administratives. Com que la ciutat havia estat dividida entre Jerusalem i Jordània després de l'armistici de la Guerra araboisraeliana de 1948, aquesta declaració de capitalitat només afectava la part occidental de la ciutat, que era administrada per l'estat d'Israel. Aquesta capitalitat no està reconeguda per la comunitat internacional i contravé les diferents resolucions de l'ONU sobre l'estatus de Jerusalem.
Durant la Guerra dels Sis Dies (1967), Israel va conquistar la part oriental de la ciutat -l'anomenada Jerusalem est-, i immediatament la va segregar de Cisjordània i la va annexionar de facto a la resta del municipi. El 1980, Israel va englobar dins la legislació nacional ambdues parts, est i oest, i la va proclamar capital eterna i indivisible mitjançant la Llei de Jerusalem (juliol de 1980). Això no obstant, el Consell de Seguretat de l'ONU va aprovar la Resolució 478 immediatament després, l'agost de 1980, mitjançant la qual va declarar nul·la la Llei de Jerusalem israeliana i va aconsellar als seus estats membres que instal·lin les ambaixades a Tel-Aviv. La majoria, amb l'excepció dels Països Baixos i dotze països hispanoamericans, ja havien traslladat les ambaixades a Tel-Aviv abans que aquesta resolució fos aprovada. El Salvador va anunciar el 25 d'agost de 2006 el seu trasllat a Tel-Aviv. Paraguai i Bolívia mantenen les seves al suburbi jerosolimità de Mevasseret Zion. El Congrés dels Estats Units, va aprovar una llei el 1995 que declarava que «Jerusalem havia de ser reconeguda com la capital de l'Estat d'Israel; i l'ambaixada estatunidenca d'Israel haurà d'establir-se a tot tardar el 31 de maig de 1999». El 2018 Donald Trump la va translladar de Tel Aviv cap a Jerusalem.

### Divisió de la ciutat vella
Barri armeni, barri jueu; barri musulmà; el mont del Temple (en hebreu: הָר הַבָּיִת Har ha-Bàyit, o muntanya del Temple, i en àrab: الحرم الشريف El-Haram-es-Sherif, o El Santuari Noble; Haret (barri) Bab al-Hitta i barri cristià (ciutat nova al nord-oest del mont Sió).

## Geografia humana i societat

### Demografia
| Any  | Total   |
| ---- | ------- |
| 1844 | 15.510  |
| 1876 | 25.030  |
| 1896 | 45.420  |
| 1922 | 62.578  |
| 1931 | 90.053  |
| 1944 | 157.000 |
| 1948 | 165.000 |
| 1967 | 263.307 |
| 1980 | 407.100 |
| 1985 | 457.700 |
| 1990 | 524.400 |
| 1995 | 617.000 |
| 2000 | 657.500 |
| 2005 | 706.400 |
| 2012 | 801.000 |
| 2018 | 919.438 |

El desembre de 2007, Jerusalem tenia una població estimada de 747.600 —el 64% eren jueus, 32% musulmans, i 2% cristians. Al final del 2005, la densitat de població era de 5.750,4 habitants per quilòmetre quadrat. D'acord amb un estudi publicat el 2000, el percentatge de jueus dins la població total ha minvat; això s'atribueix a una taxa de natalitat superior dels palestins, i al fet que alguns dels residents jueus van abandonar la ciutat. L'estudi també va trobar que el 9% dels 32.488 habitants de la Ciutat Vella eren jueus.

## Cultura
Jerusalem és considerada una ciutat sagrada per les tres grans religions monoteistes: el cristianisme, el judaisme i l'islam. Per al cristianisme, és allà on va predicar Jesús i on va ser crucificat; per al judaisme, és allà on el rei David va establir la capital del Regne d'Israel i el lloc d'assentament de l'arca de l'Aliança i on el seu fill Salomó d'Israel va construir el temple, cap on han de dirigir-se les pregàries. L'islam recull d'aquestes religions el caràcter sagrat de la ciutat, a la qual miraven els primers musulmans en resar, abans de passar a fer-ho cara a La Meca.
Segons la religió musulmana, la cúpula de la Roca és el temple musulmà més important de Jerusalem. Ubicat al centre del mont del Temple, és un santuari —no una mesquita— construït entre els anys 687 i 691 pel novè califa Abd-al-Màlik ibn Marwan, al voltant de la roca en què Abraham va estar a punt de sacrificar el seu fill (Ismael, segons els musulmans) i des d'on Mahoma, mitjançant una aleya, va ascendir fins al tron d'Al·là en el transcurs d'un viatge nocturn des de la ciutat de Medina (Làylat al-Miraj).
Segons la religió jueva, el mur de les Lamentacions és el lloc més important per a la religió jueva. Últimes restes del temple jueu construït per Herodes el Gran sobre les ruïnes del temple de Salomó. Està compost pel mur Occidental, secció principal del mur, ubicat al veïnat jueu de la Ciutat Vella; i pel petit Mur, extensió del mur Occidental, situat en un veïnat àrab, que és el lloc d'oració per als jueus dels diferents corrents. El temple va ser construït en el lloc en el qual, segons la tradició jueva, Abraham volia sacrificar el seu fill, Isaac. El mont del Temple (on avui es troba la cúpula de Roca i la mesquita d'Al-Aqsa) és considerat com el punt més sagrat, ja que s'hi trobava el sancta sanctorum on s'allotjaven les taules de la Llei.

### Segons la religió cristiana
- L'església del Sant Sepulcre: allí s'hi troba el calvari on va ser crucificat Jesús, així com el sepulcre del Salvador. És el lloc més sant del cristianisme.
- Cenacle: habitació del pis alt on Jesús va celebrar l'últim sopar, i on es va aparèixer als apòstols i on aquests van rebre l'Esperit Sant a la Pentecosta.
- Basílica de les Nacions o de l'Agonia: al mont de les Oliveres, on Jesús va passar els últims moments abans de ser detingut.
- Església del Dominus Flevit: des d'allà, Jesús va contemplar la ciutat santa i la va plorar el diumenge de Rams.
- Església del Pare Nostre: lloc on Jesús va ensenyar aquesta oració als seus deixebles.
- Sant Pere a Gallicantu: església que recorda el lloc on es trobava la casa de Caifàs, on va ser jutjat Jesús i on va ser negat per Pere.
- Litostrots: paviment de l'antiga fortalesa Antònia dels romans, on Jesús va ser coronat amb espines i ultratjat pels soldats romans.
- Via Dolorosa: camí que va seguir Jesús amb la creu des de la fortalesa Antònia fins al calvari. Hi estan marcades les estacions, i les últimes són dins de la basílica del Sant Sepulcre.
- Basílica de la Dormició: recorda el lloc on, segons la tradició cristiana, va morir la Verge, rodejada dels apòstols. A la cripta, hi ha una imatge de la Verge Jacent.
- Església de Santa Anna: aquí, d'acord amb la tradició cristiana, va néixer la Verge Maria.
- Edícula de l'Ascensió: edícula des d'on Jesús va ascendir al cel.

### Monuments històrics de la Ciutat Vella

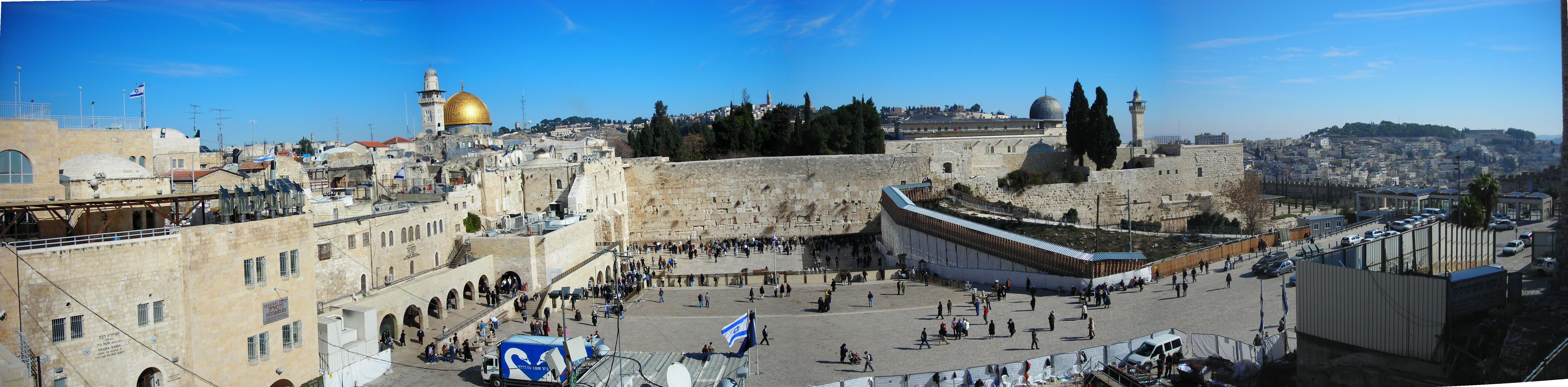
El mont del Temple, on es hi ha el mur de les Lamentacions i la cúpula de la Roca, santuaris per al judaisme i l'islam, respectivament

- El Cardo
- La Ciutat de David[49]
- Complex del mont del Temple
- Cementiri jueu del mont de les Oliveres, amb les tombes dels Profetes
- Tombes dels Reis[50]
- Túnel del Xilóah[51]
- Murs del mont del Temple (inclòs el mur Occidental o dels Laments)[52]
- Túnel del mur Occidental[53]

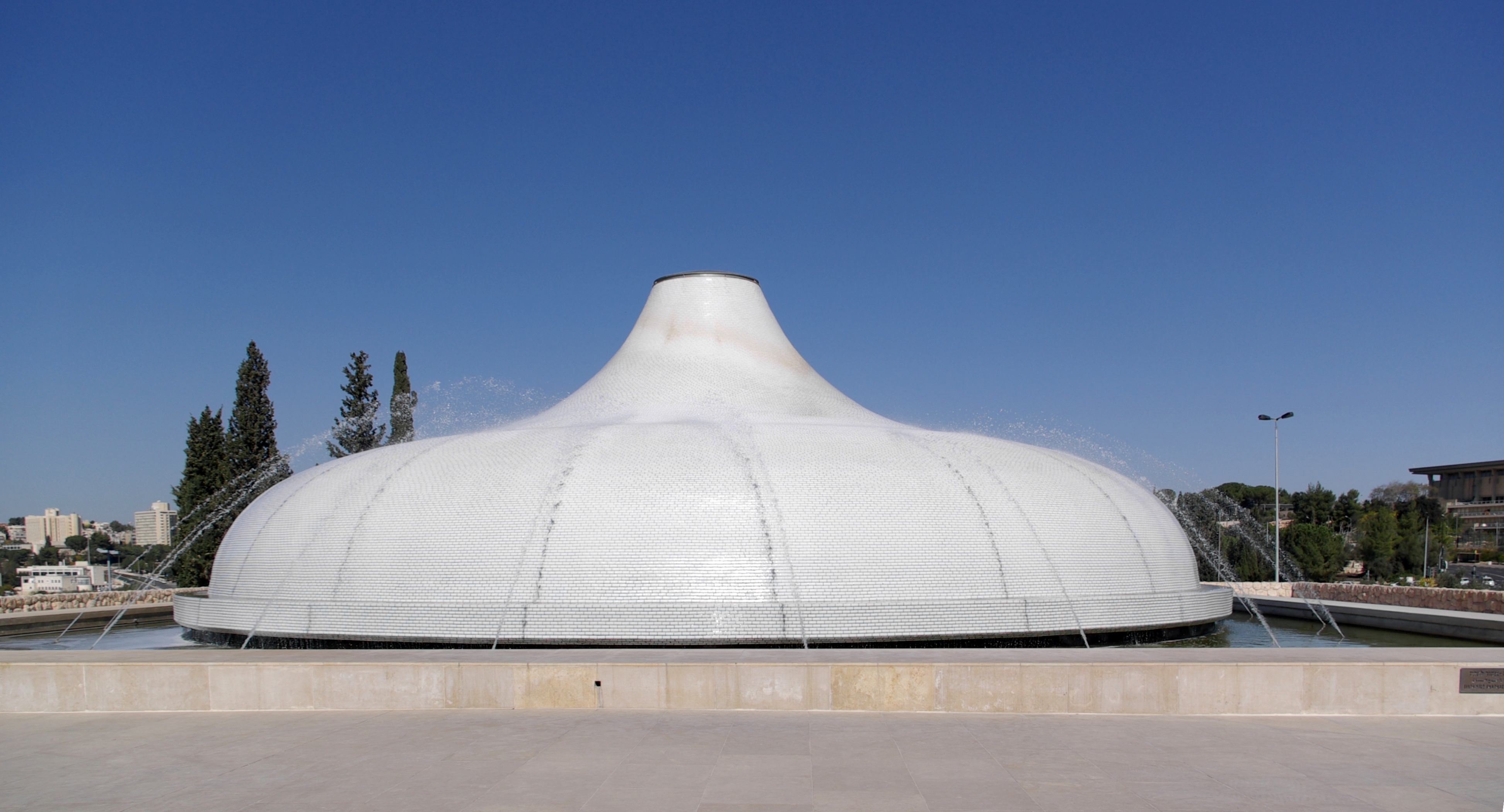
Museu d'Israel
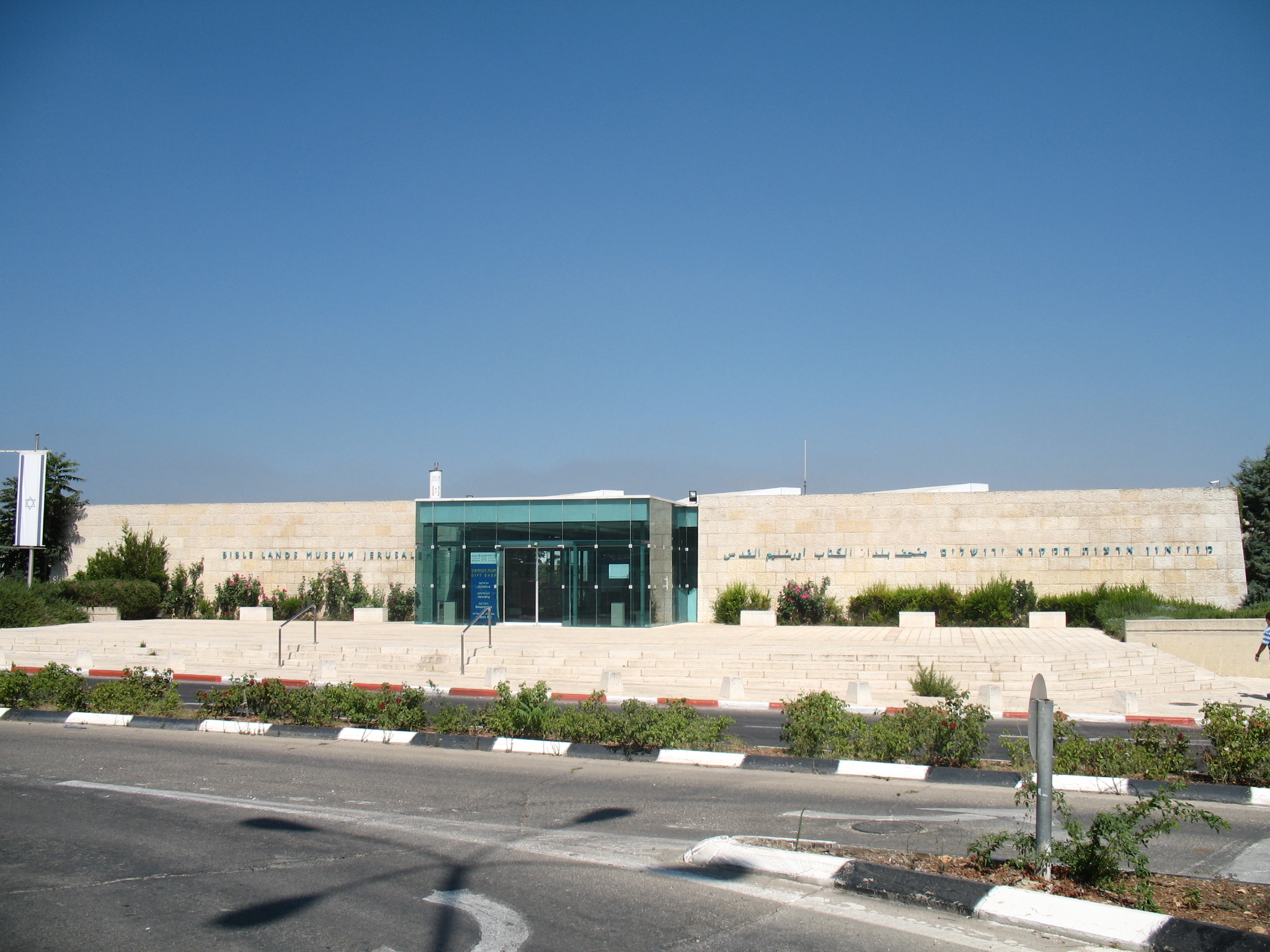
Museu Terres de la Bíblia
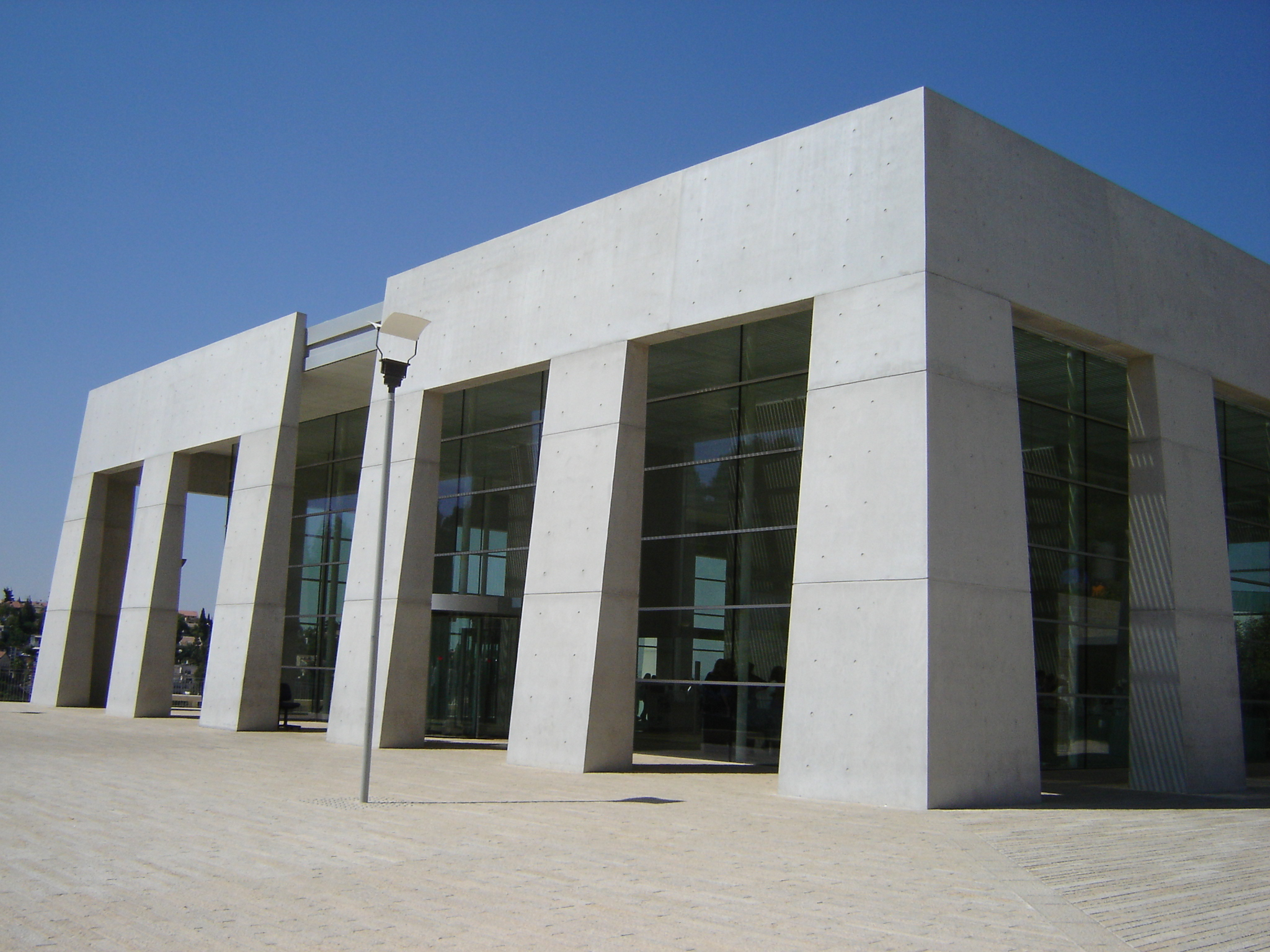
Yad va-Xem - Museu de l'Holocaust
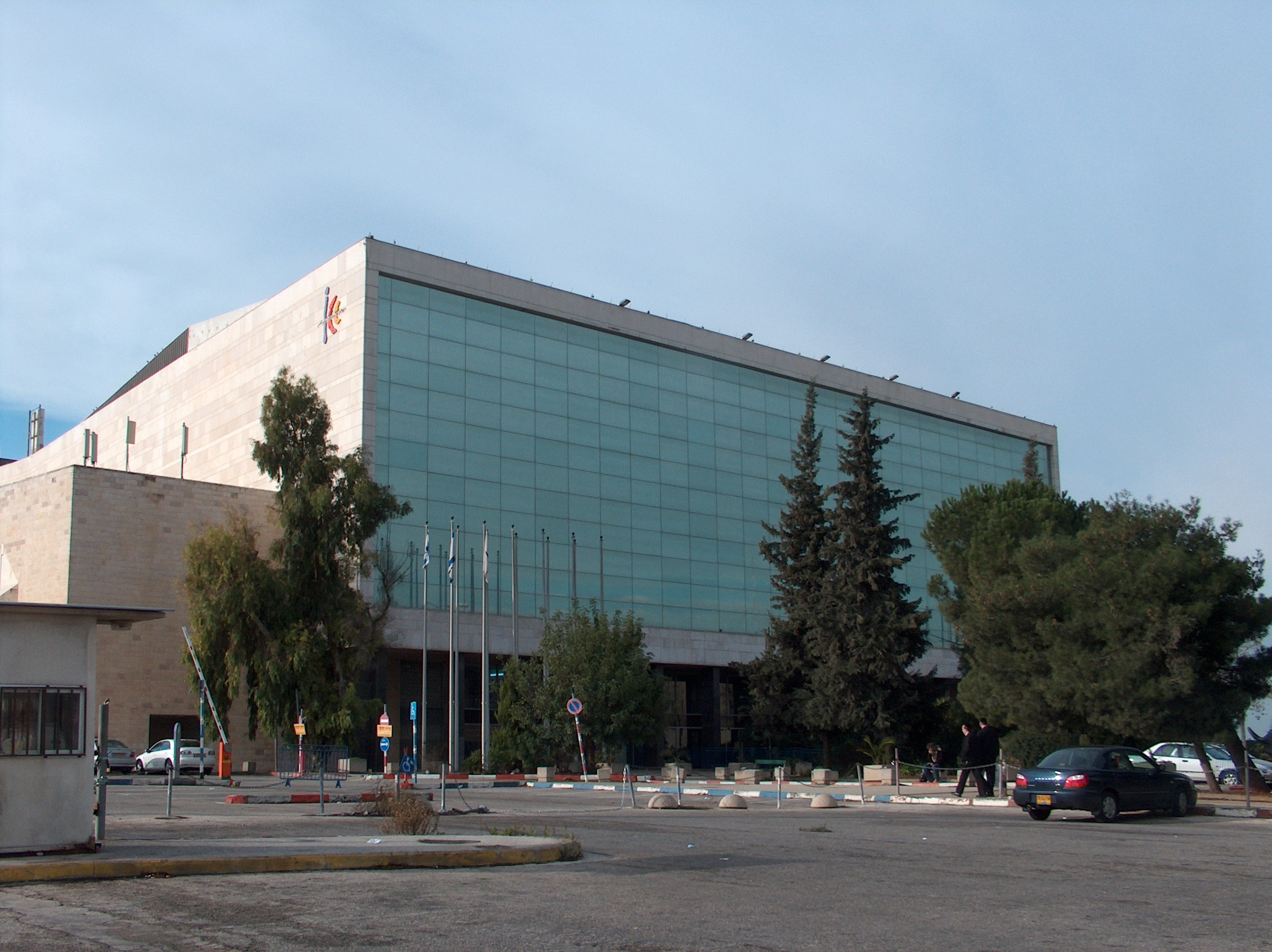
Jerusalem Centre Internacional de Convencions
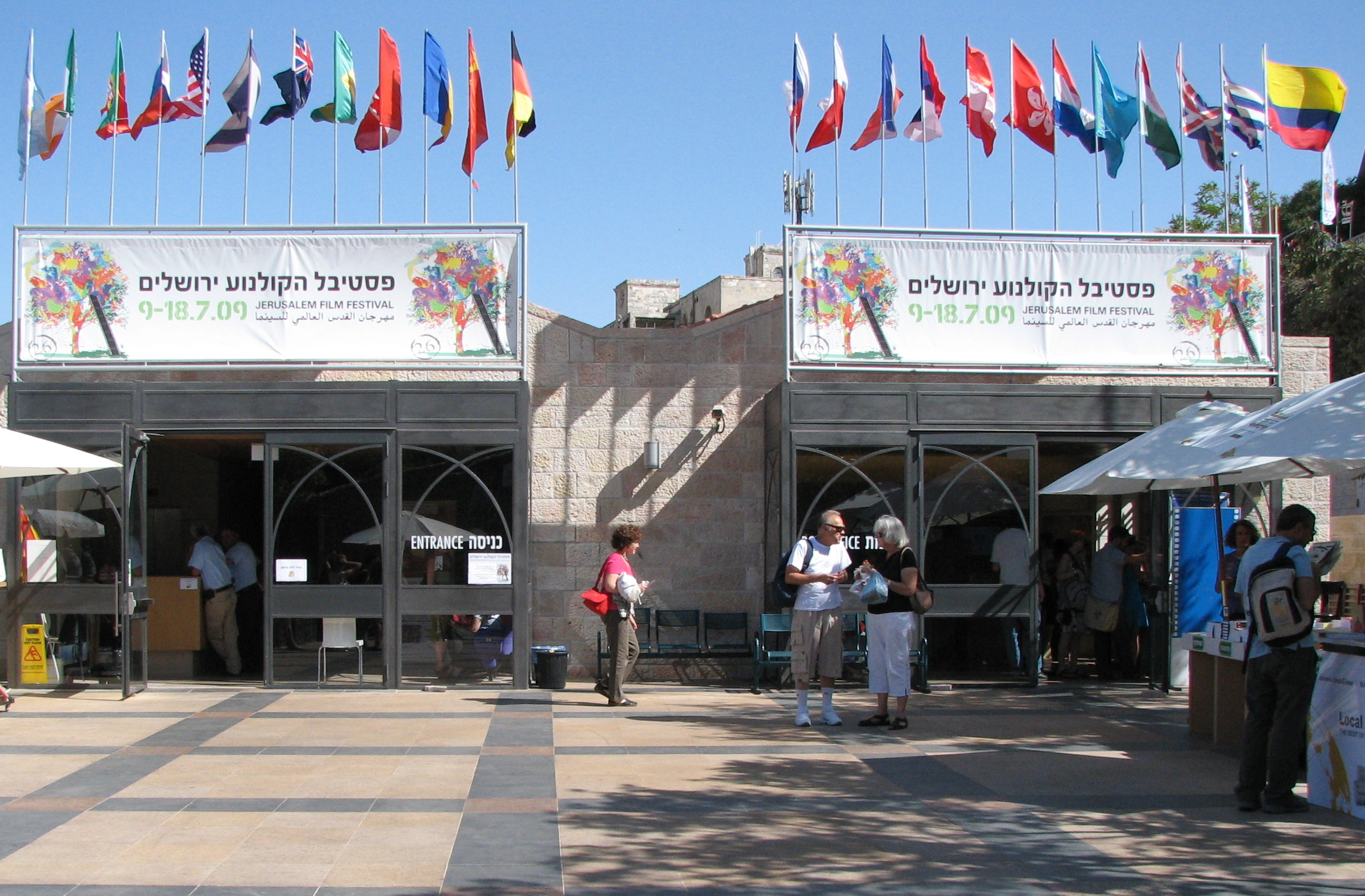
Cinemateca de Jerusalem
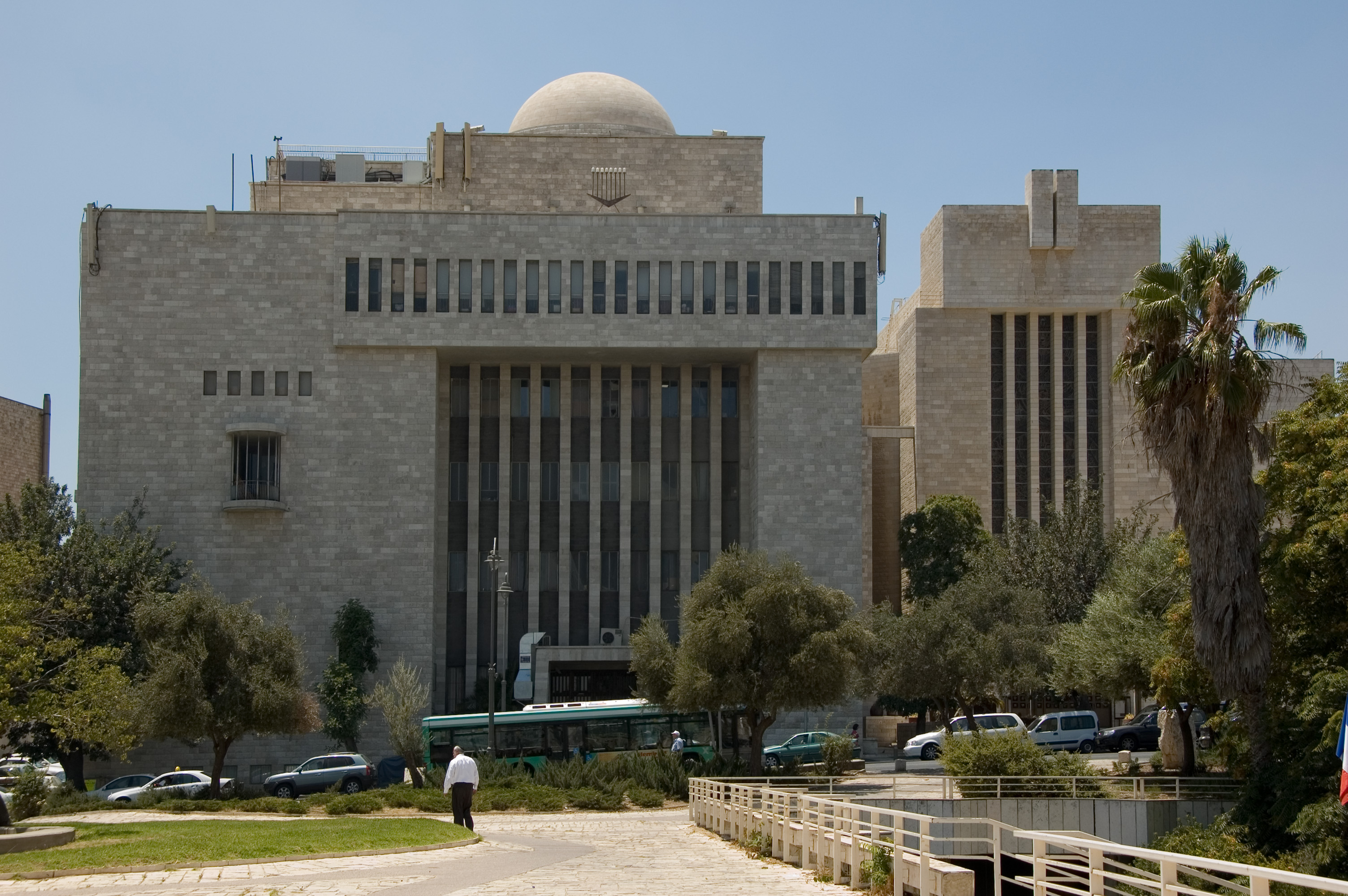
Hekhal Xelomó

## Economia
Històricament, l'economia de Jerusalem va ser recolzada gairebé exclusivament pels pelegrins, ja que es troba lluny dels ports més importants de Jaffa i de Gaza. Els seus monuments religiosos continuen avui sent la gran estrella per als visitants estrangers, amb la majoria dels turistes que visiten el mur Occidental i la ciutat vella, però a l'últim mig segle ha estat cada vegada més clar que el sosteniment de Jerusalem no sols pot basar-se en el seu significat religiós.
Encara que les estadístiques indiquen un creixement econòmic a la ciutat, des de 1967 Jerusalem Est s'ha quedat enrere en el desenvolupament respecte a Jerusalem Oest. No obstant això, el percentatge de llars amb persones ocupades és més gran a les llars àrabs (76,1%) que a les llars jueves (66,8%). La taxa d'atur a Jerusalem (8,3%) és lleugerament millor que la mitjana estatal (9,0%), encara que la població civil activa representa menys de la meitat en comparació amb la de Tel-Aviv (58,0%) i Haifa (52,4%). La pobresa a la ciutat s'ha incrementat dramàticament als últims anys.
Durant el mandat britànic, es va aprovar una llei requerint que tots els edificis es construeixin de pedra de Jerusalem per tal de preservar l'estètica i caràcter històric únic de la ciutat. Com a complement d'aquest codi de construcció que encara està en vigor, es troba el desànim de la indústria pesant a Jerusalem, ja que només al voltant del 2,2% de la terra de Jerusalem és "zona d'indústria i infraestructura". En comparació, aquest percentatge a Tel-Aviv és dues vegades més gran i a Haifa, set vegades més alt. Només el 8,5% dels llocs de treball del districte de Jerusalem s'empra en el sector manufacturer, que és la meitat de la mitjana estatal (15,8%). També per sobre dels percentatges mitjans s'empren en l'educació (17,9% vs 12,7%), la salut i el benestar (12,6% vs 10,7%), serveis comunitaris i socials (6,4% vs 4,7%), hotels i restaurants (6,1% vs 4,7%) i administració pública (8,2% vs 4,7%). Tot i que Tel-Aviv continua sent el centre financer d'Israel, un creixent nombre de les empreses d'alta tecnologia s'estan movent cap a Jerusalem, proporcionant 12.000 llocs de treball el 2006. El parc industrial Har Hotzvim al nord de Jerusalem és la llar d'algunes de les principals empreses d'Israel, entre aquestes Intel, Teva Pharmaceutical Industries, Ophir Optronics i ECI Telecom. Els plans d'expansió per al parc projecten un centenar d'empreses, una estació de bombers, i una escola, amb una superfície de 530.000 m 2 .
Des de l'establiment de l'estat d'Israel, el govern nacional ha continuat sent un jugador important en l'economia de Jerusalem. El govern, centrat a Jerusalem, genera un gran nombre de llocs de treball i ofertes de subvenció, a més d'incentius per a noves iniciatives empresarials i de nova creació.
El 2010, Jerusalem va ser nomenada la ciutat d'oci de viatge superior a l'Àfrica i l'Orient Mitjà per la revista Travel + Leisure.

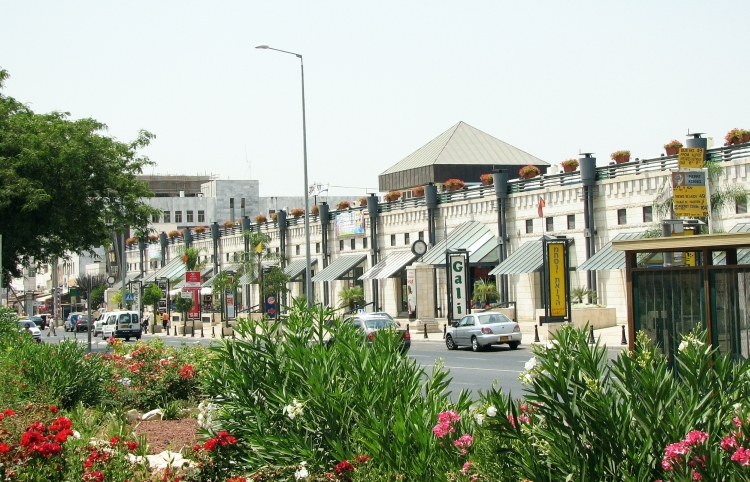
Centre comercial Hadar, Talpiot
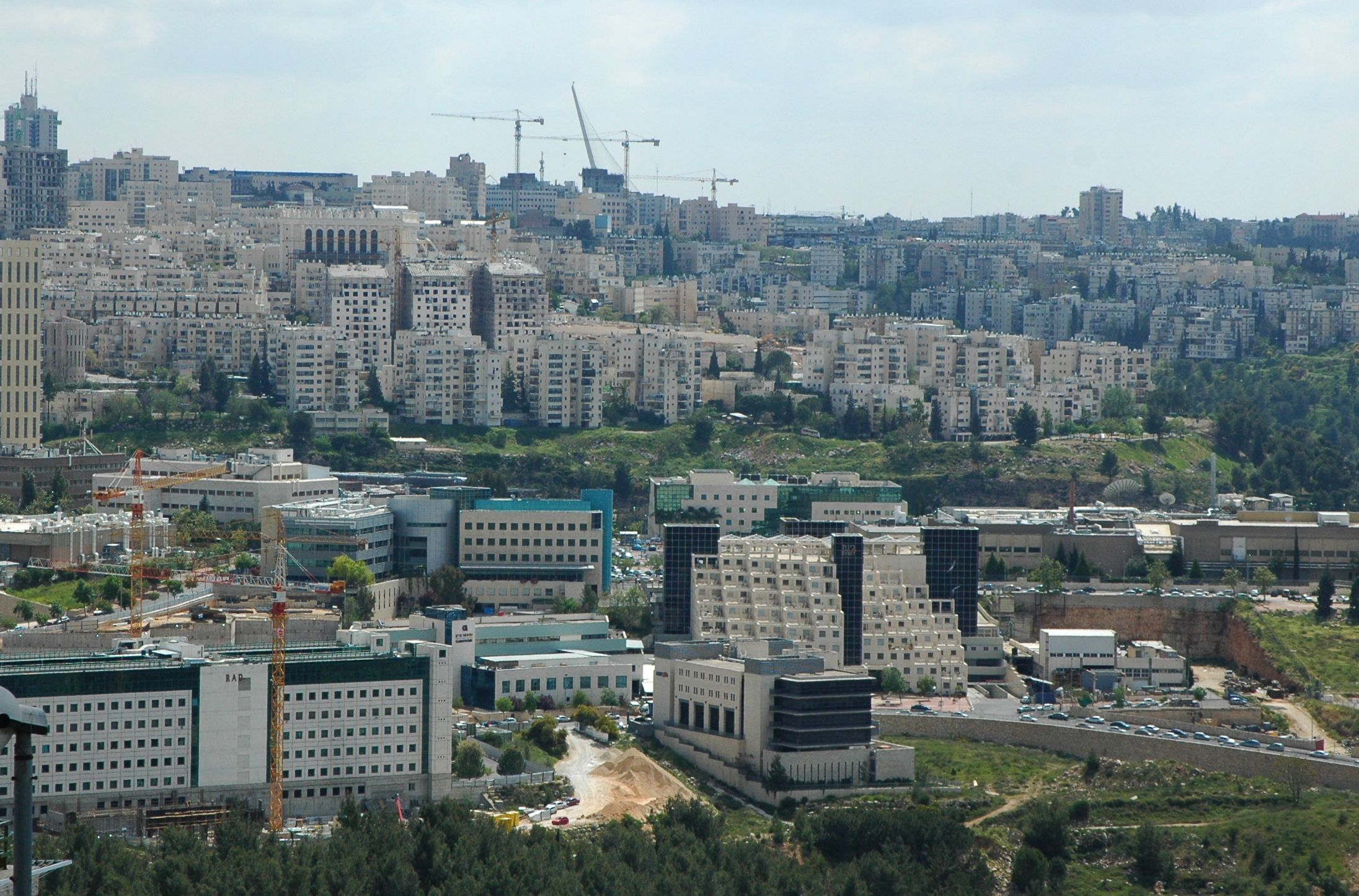
Parc d'alta tecnologia d'Har Hotzvim
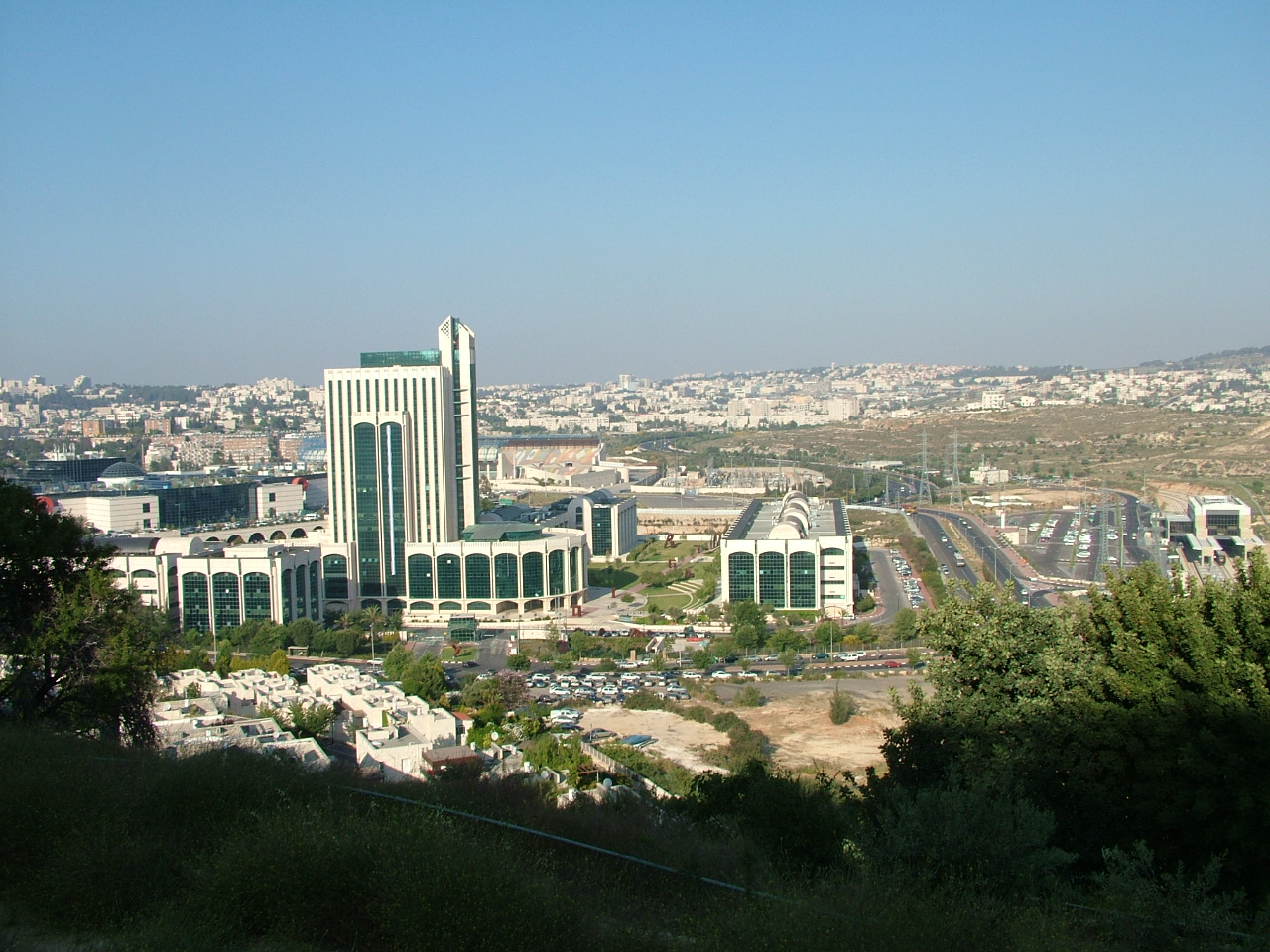
Parc tecnològic de Jerusalem

## Educació
La Universitat Hebrea té tres campus a Jerusalem, a la muntanya Scopus, a Givat Ram i un campus mèdic a l'hospital Hadassah Ein Kerem. l'Acadèmia de la Llengua Hebrea es troba a la Universitat Hebrea de Givat Ram i l'Acadèmia Israeliana de Ciències i Humanitats, situades prop de la casa dels presidents.

## Història
Un establiment cananeu (dels jebusites suposadament, que eren la tribu que ocupava el lloc) va existir al lloc al tercer mil·lenni aC, però no és esmentada la ciutat fins a un document egipci del segon mil·lenni. Llavors es deia Urušalim ('ciutat de pau'). Des de vers el 1600 aC, els seus reis locals cananeus van reconèixer la sobirania egípcia durant uns tres-cents anys. En aquest temps fou atacada pels habiru, probablement els hebreus que volien instal·lar-se a Canaan.
Segons la Bíblia, la ciutat fou conquerida pel rei David abans de l'any 1000 aC i fins llavors era dels jebusites. David la va engrandir i la va declarar capital del regne. El primer temple fou construït per Salomó vers el 960 aC.
Fou atacada pel que la Bíblia anomena Xixak d'Egipte, que probablement era Shoshenq I vers el 925 aC. I uns anys després pels àrabs de Zérah (vers 900), i després per les forces combinades de filisteus i àrabs durant el regnat de Jehoram de Judà (vers 849 aC-841 aC) i altre cop després de la derrota del rei Amasies o Amacià (vers 800 aC-780 aC) davant els israelites a Betxémeix.
Durant el regnat d'Ahaz (vers 730 aC-715 aC), fou atacada per Pekah d'Israel i Rezin de Damasc, i poc després, ja en el següent regnat, per les forces de Senaquerib d'Assíria (vers 713 aC); vers la meitat del segle vii aC, fou segurament ocupada altra vegada, però el fet no és esmentat en la Bíblia.
Després de la Batalla de Megiddo, fou conquerida pel faraó Nekau II d'Egipte vers el 609 aC, que la va conservar uns dos anys fins que va tornar als babilonis, que després de la Batalla de Karkemish es van emportar el rei Jehoiakim i tots els prínceps reials a Babilònia, però després el van retornar al regne com a vassall (605 aC). Després de tres anys, el rei es va revoltar (vers 601 aC) i els babilonis van assetjar Jerusalem (598 aC). El rei va morir violentament i fou mostrat a les muralles per convèncer els babilonis de la seva mort i la ciutat fou llavors ocupada pels babilonis vers el 597 aC. El fill del rei, Zedequies o Zedekiah, fou nomenat rei vassall, però al cap de deu anys també es va revoltar i Nabucodonosor II va assetjar la ciutat altra vegada (587 aC). El temple de Salomó fou destruït i les muralles demolides i la població deportada a Babilònia. No van poder retornar fins al 537 aC, gràcies al rei persa Cir II el Gran, que els va permetre també reconstruir el temple.
Després d'Alexandre el Gran (que hi va ser el 332 aC), els ptolomeus i els selèucides, amb Antíoc IV Epifanes (174 aC-164 aC), el temple fou privat dels seus costosos recipients sagrats, el palau incendiat i les muralles demolides i es van aixecar altars als ídols al mateix altar del temple, on es van fer sacrificis. Això va provocar la revolta nacional dels macabeus, que van establir el regne independent. Antíoc VII Sidetes (o Evergetes), 138 aC-129 aC, durant el regnat de Joan Hircà I, va ocupar la ciutat (vers 135 aC) i les muralles que havien estat restaurades foren altra vegada demolides.
Va passar als romans el 63 aC, quan hi va entrar Pompeu, segons Estrabó per intervenir en les disputes entre els germans Hircà i Aristòbul II de Judea (fills d'Alexandre Janeu), que es disputaven la successió. Pompeu va destruir altre cop les fortificacions i va cobrir una fosa que s'havia fet per defensar el temple; els tresors del temple no foren tocats, però els va saquejar Crassus el 54 aC en el seu camí cap a Pàrtia. La lluita pel poder entre Antígon, fill d'Aristòbul, i Herodes, fill del governador asmoneu Antípater l'idumeu, va permetre als parts saquejar la ciutat (40 aC). El senat romà va crear el Regne de Judea i en fa fer rei Herodes el Gran, que només va poder conquerir la ciutat a costa d'un setge en el qual fou ajudat pel romà Sosius, lloctinent de Marc Antoni. Herodes, el 19 aC, va construir el segon temple (i en va restaurar el primer) i va erigir o almenys engrandir la fortalesa Antònia. A la ciutat, es va construir un teatre i un circ i es van establir jocs cada cinc anys en honor de l'emperador.
Herodes va morir el 4 aC i el seu fill Arquelau de Judea fou deposat el 6 dC i la ciutat fou incorporada a la nova província de Judea, depenent de la província de Síria. El procurador de Judea residia normalment a la fortalesa Antònia, però la ciutat de Cesarea i la de Jerusalem compartien la capitalitat. Coponius fou el primer procurador (7) dependent del prefecte de la província de Síria Cyrenius. El procurador Ponci Pilat (26-36) va construir un aqüeducte que fou l'únic monument permanent deixat pels procuradors romans, i que portava l'aigua de les anomenades piscines de Salomó fins a la ciutat.
La Gran Revolta Jueva del 66, durant la qual els zelotes van prendre el control de Jerusalem va provocar la destrucció del temple durant el setge de Jerusalem per Titus, que va tenir ocupats milers de soldats romans durant cinc mesos (abril a setembre).
Vers el 130, fou visitada per Hadrià, que va pensar a restaurar la ciutat i va deixar el seu amic Àquila per supervisar els treballs. Els treballs quedaren aturats durant la Revolta de Bar Kokhebà, quan van intentar restaurar el temple; fou saquejada el 135. La ciutat fou llavors poblada per romans i es va fundar un temple al Júpiter Capitoli, del qual la ciutat derivava el seu nom de Julia Aelia Capitolina. El temple i altres instal·lacions religioses paganes (especialment la capella de Venus) es van construir amb pedra del temple; el mont Sió fou exclòs de la ciutat.
Sota l'emperador Constantí el Gran, Jerusalem, que ja era lloc de pelegrinatge dels cristians, fou dotada de noves instal·lacions per l'emperador i la seva mare. L'església del Martiri i la Resurrecció fou construïda a partir del 326 i inaugurada el 336.
El 451 el bisbat de Jerusalem fou erigit en patriarcat.
Justinià I hi va fer també algunes construccions cristianes i hospitals. El 614 fou ocupada pels perses comandats pel general Sarbar i els jueus foren partidaris dels invasors i van massacrar la població cristiana, i els perses s'endugueren la veracreu. Recuperada la ciutat pels romans d'Orient, fou visitada per Heracli (629) i el patriarca Modest es va cuidar de la restauració de les esglésies i va expulsar els jueus de la ciutat.
El 637 fou atacada pels àrabs i, al cap de quatre mesos, va capitular davant del mateix califa Omar. Els jueus i cristians van poder practicar la seva religió a canvi d'una taxa; els jueus que havien estat expulsats van poder tornar a Jerusalem. El califa Omar, per un pacte amb l'emperador romà d'Orient, va construir l'anomenada mesquita d'Omar (Masjid Umar).
El 1099 fou conquerida durant la Primera Croada i van morir molts dels seus habitants jueus i musulmans, i es fundà el Regne de Jerusalem; el 1187, Saladí la va reconquerir; el 1228, quan es va declarar la sisena croada i fins al 1244, va estar en mans de l'emperador del Sacre Imperi Romanogermànic Frederic II, al qual la va cedir Al-Kamil, de la família aiúbida. El 1260 va passar als mamelucs i el 1516 als otomans.
Les tropes britàniques del general Edmund Allenby la van ocupar el 1917 i fou integrada en el Mandat britànic de Palestina. El 1925, s'hi va fundar la Universitat Hebrea de Jerusalem. El 1947, les Nacions Unides van recomanar la internacionalització de la ciutat i que fos administrada per l'organisme, però mai es va posar en practica el pla i després de la Guerra de 1948 va quedar dividida entre Israel i Transjordània; la secció oest va restar ocupada per Israel, i la secció est de la ciutat (incloent-hi la Ciutat Vella), amb la regió de Cisjordània, va quedar per als àrabs i unida al Regne de Transjordània.
El 1967, Israel va ocupar la part jordana. Israel la va declarar capital del país, però això no fou reconegut per la comunitat internacional (només puntualment per alguns països).

## Persones il·lustres
- Yasmin Levy.
- Jacob Israël de Haan.

## Galeria

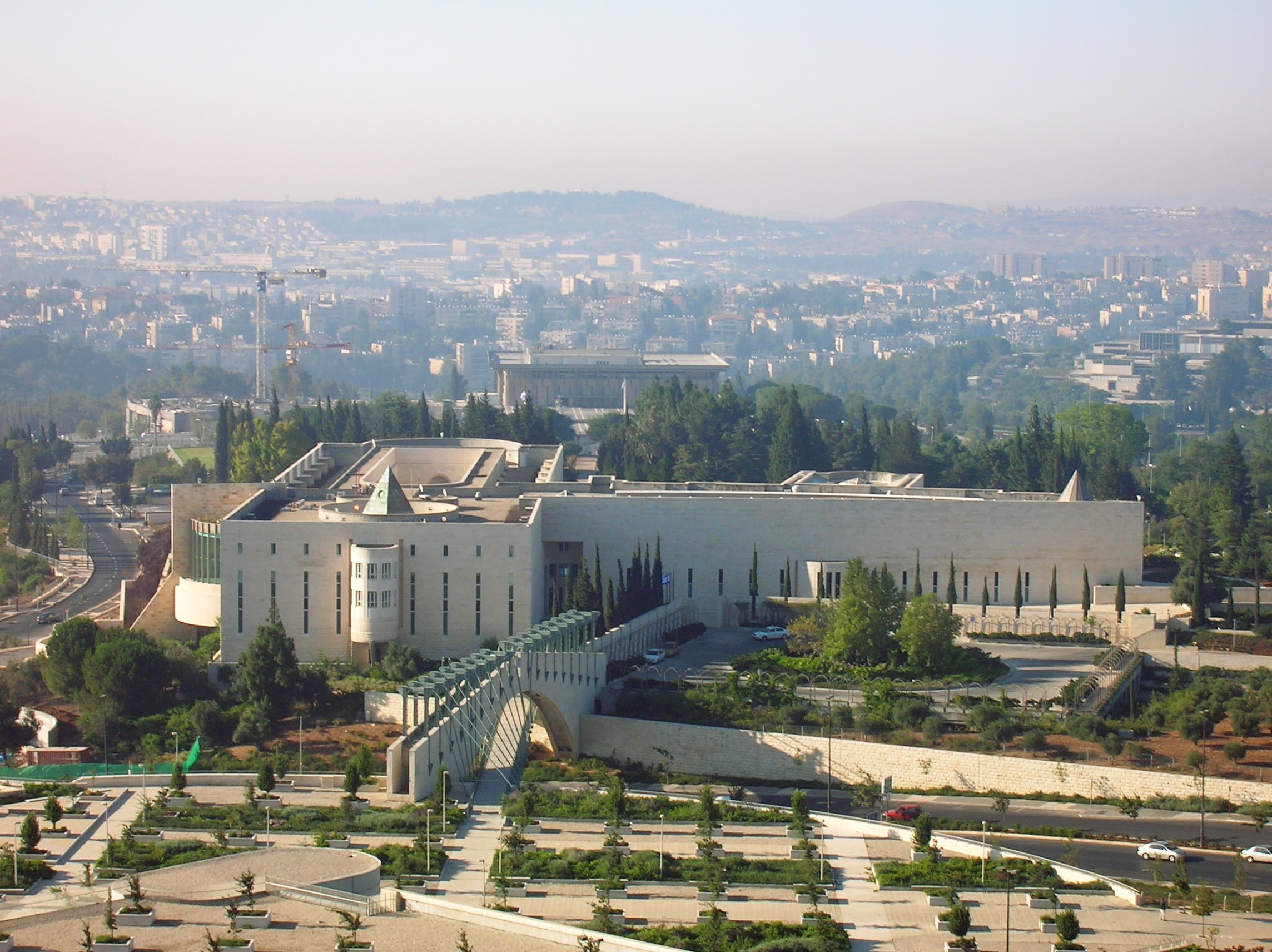
Tribunal Suprem d'Israel
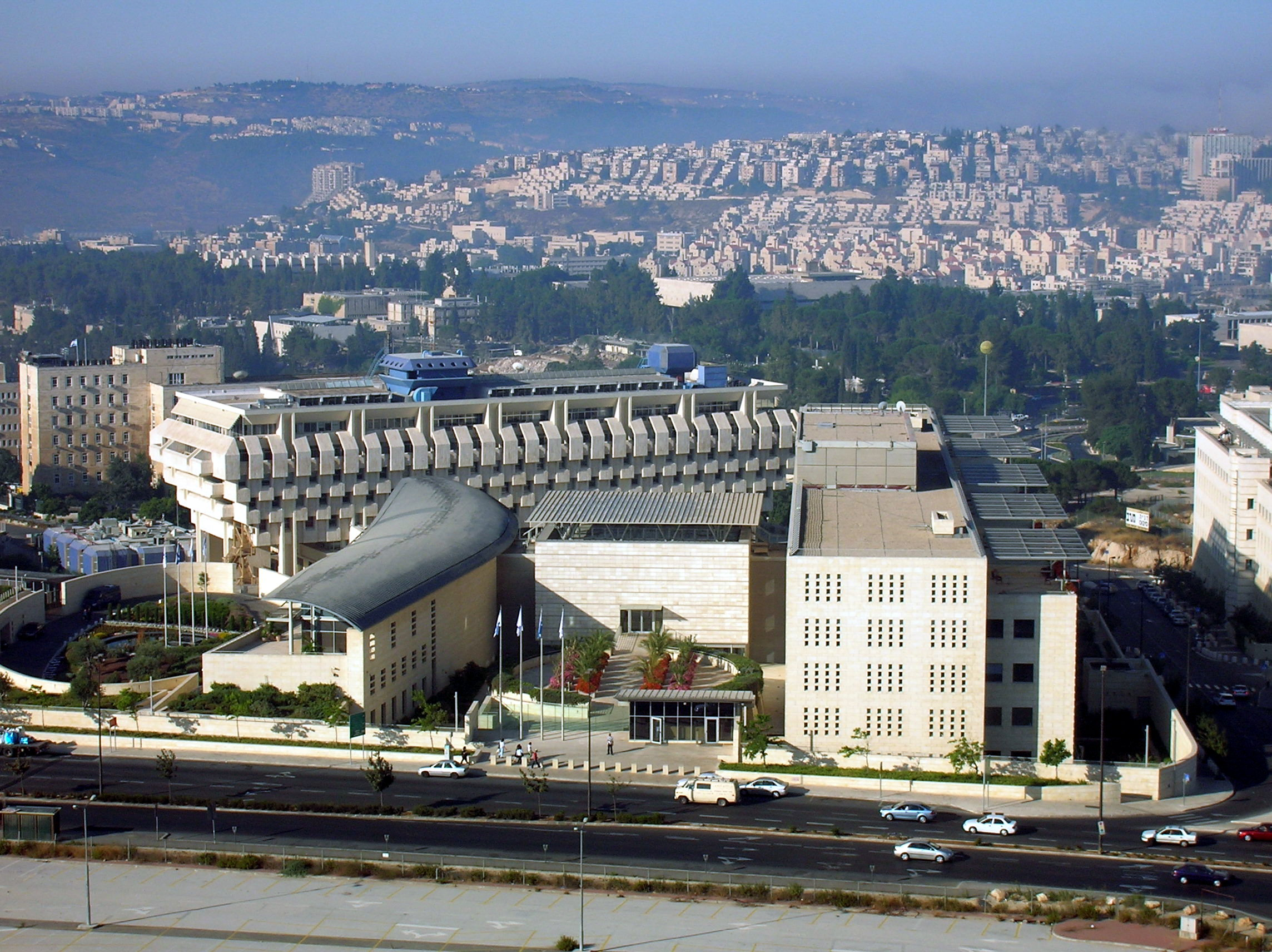
Ministeri Israelià d'Afers Exteriors
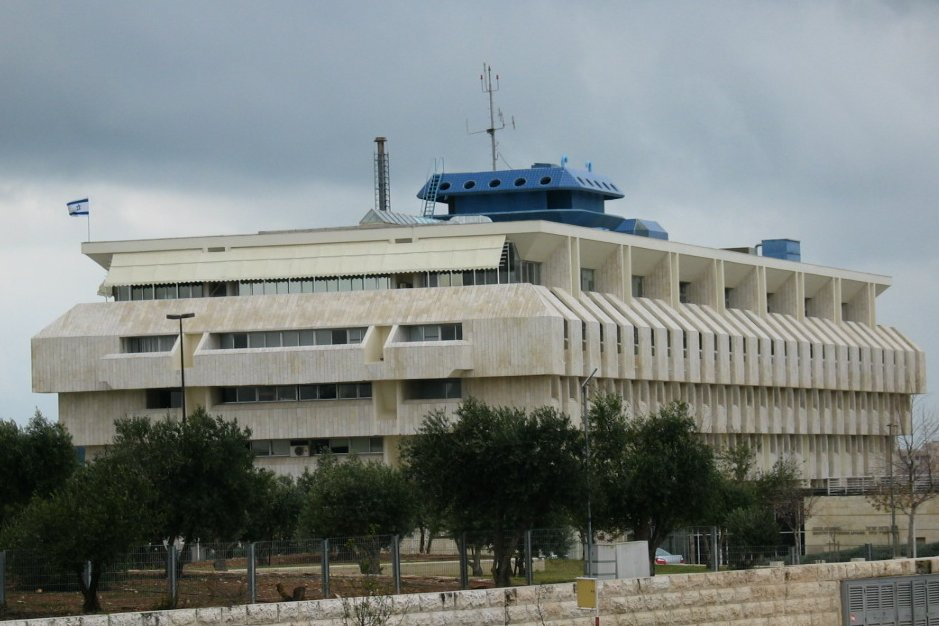
Banc d'Israel
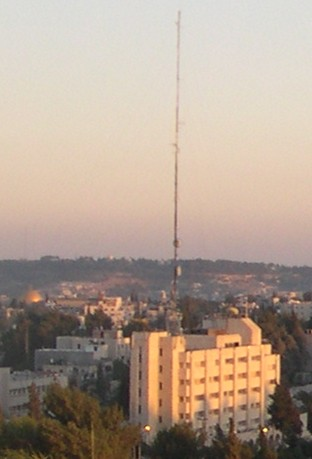
Direcció Nacional de la Policia d'Israel
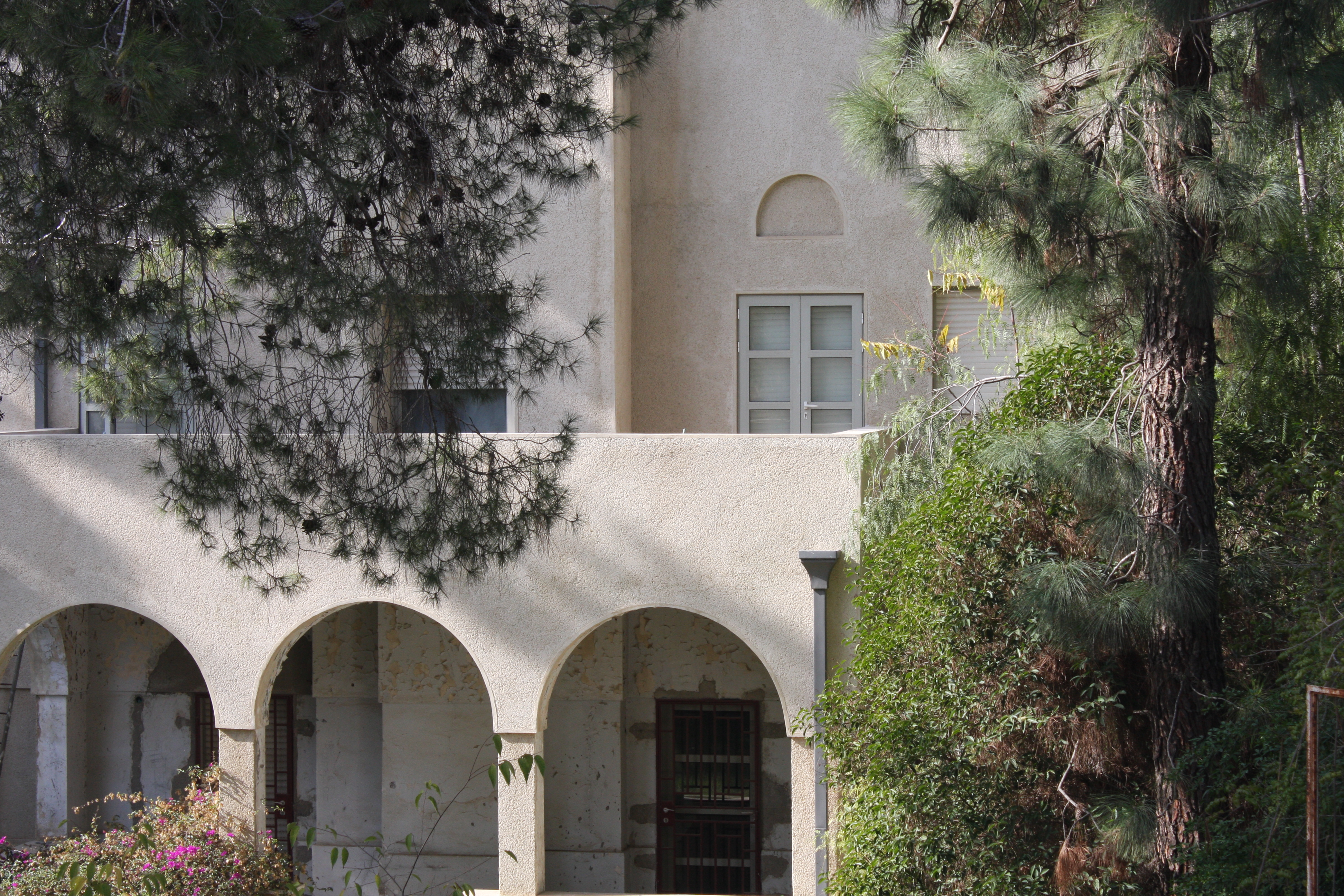
Residència del primer ministre
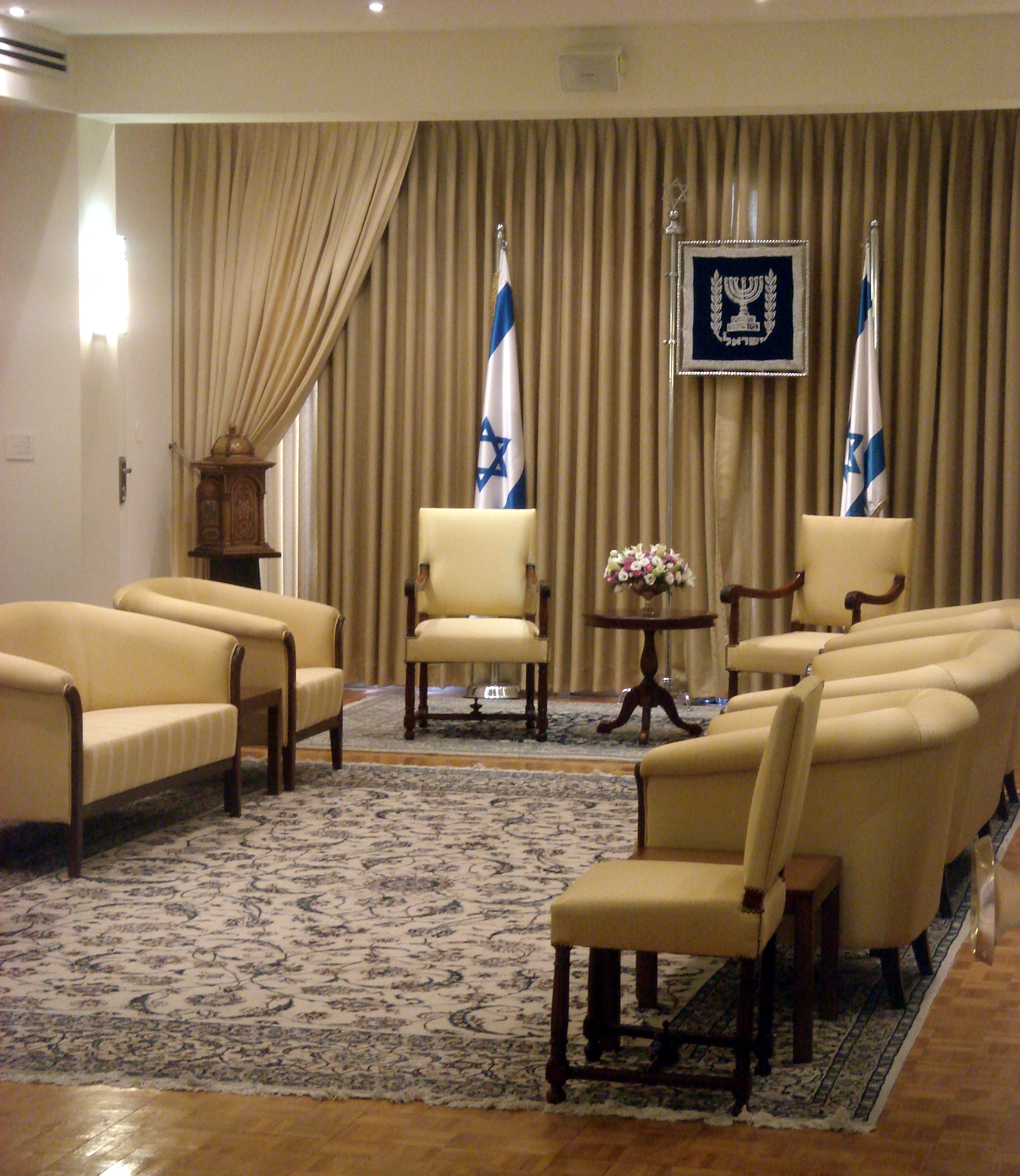
Presidencial d'Israel residència
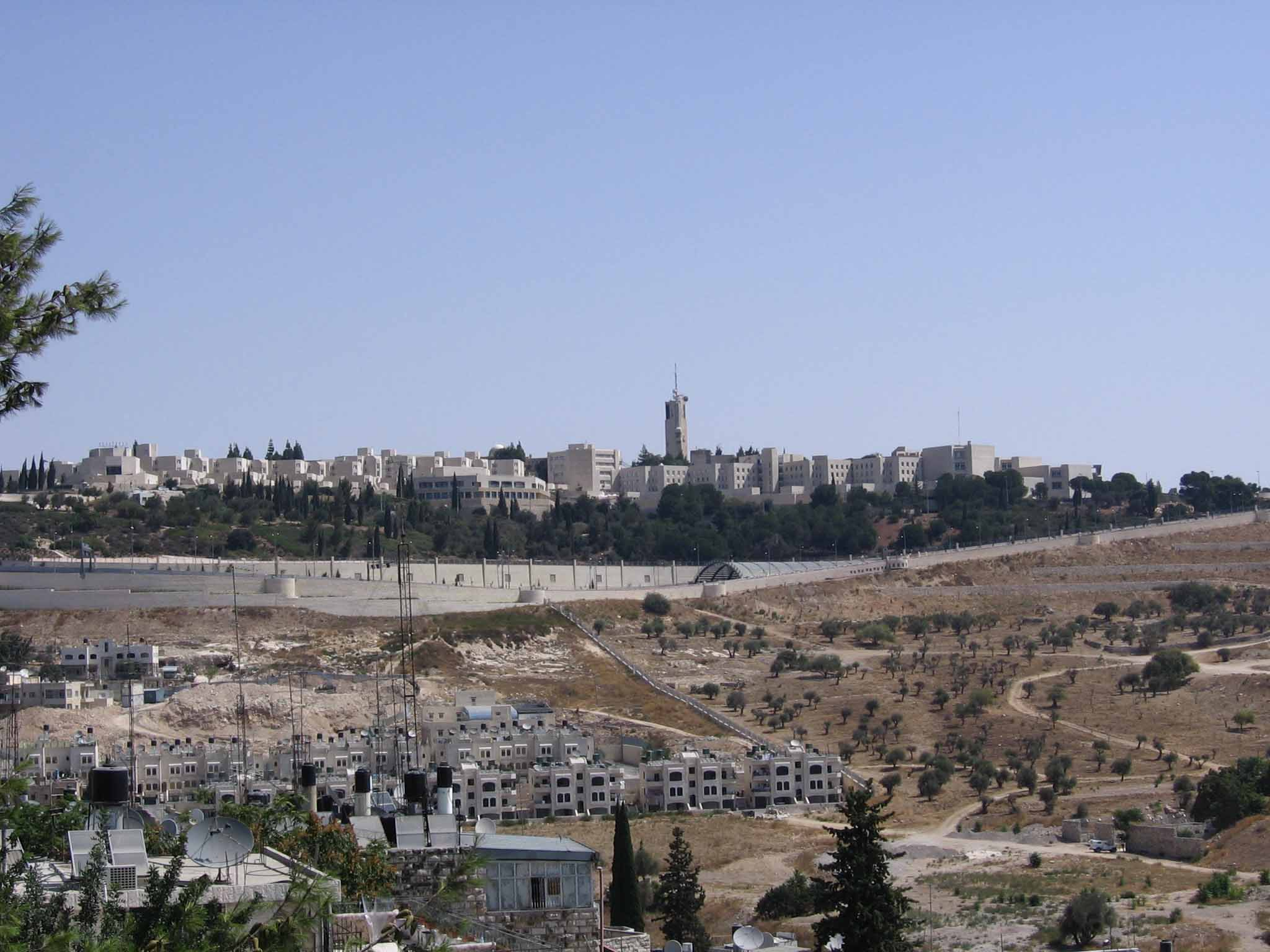
Universitat Hebrea de Jerusalem
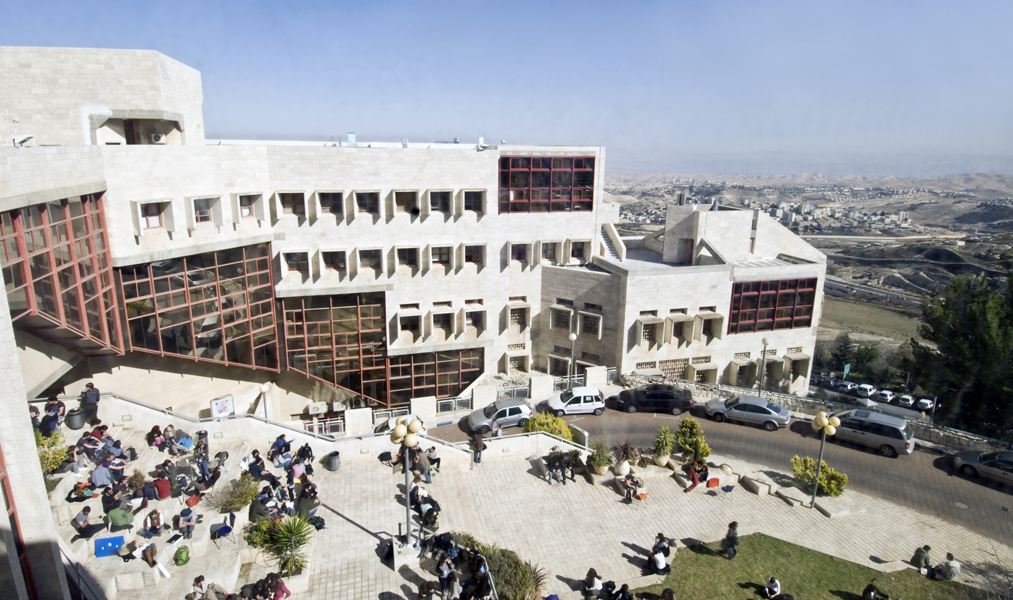
Acadèmia Bezalel d'Art i Disseny, l'escola nacional d'art d'Israel
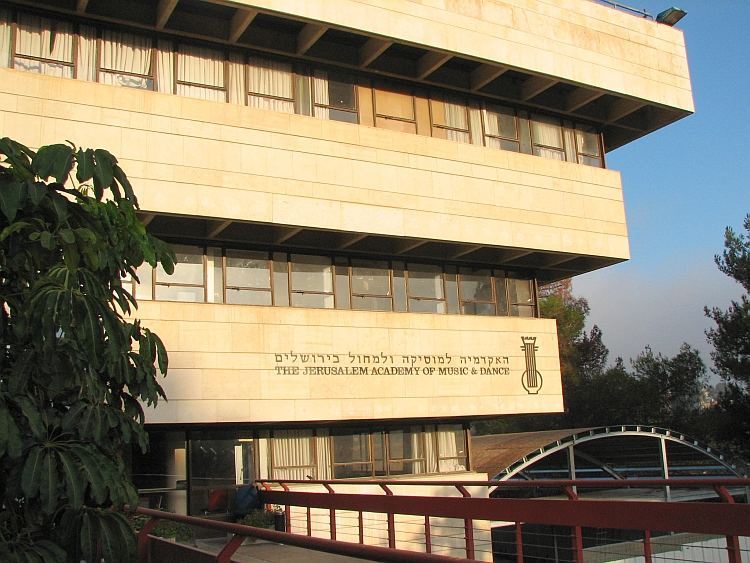
Jerusalem Acadèmia de Música i Dansa
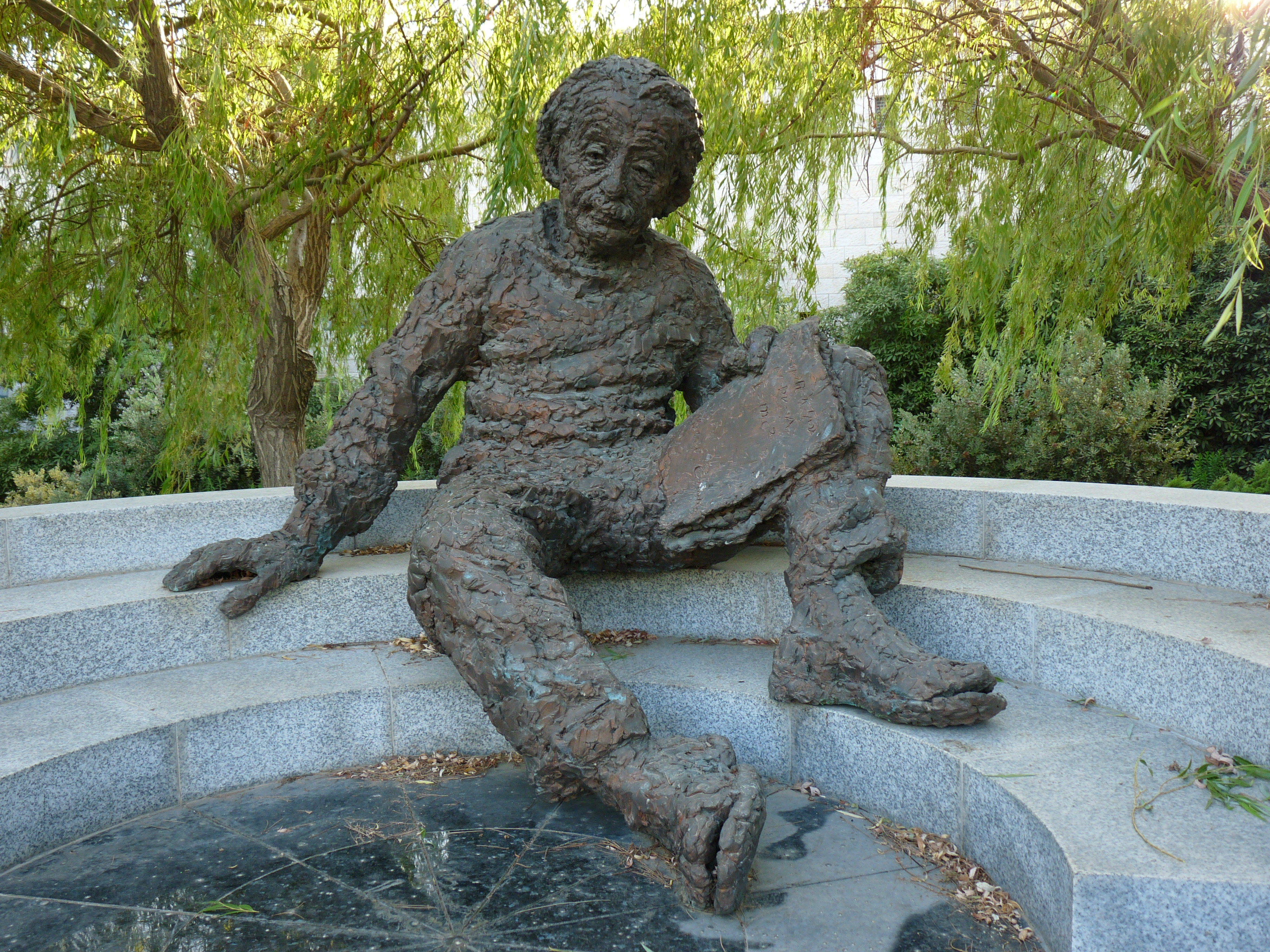
Acadèmia Israeliana de Ciències i Humanitats
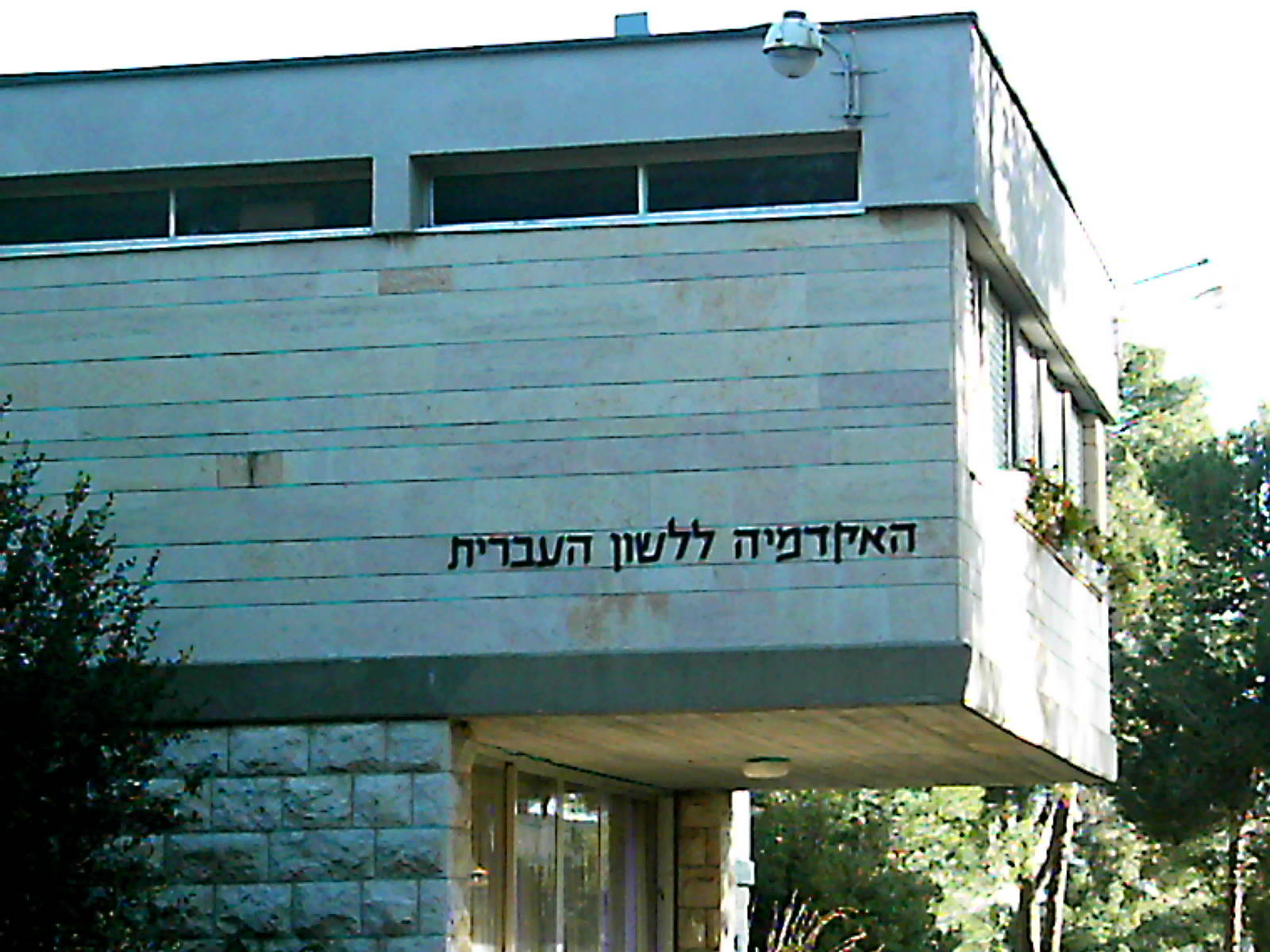
Acadèmia de la Llengua Hebrea
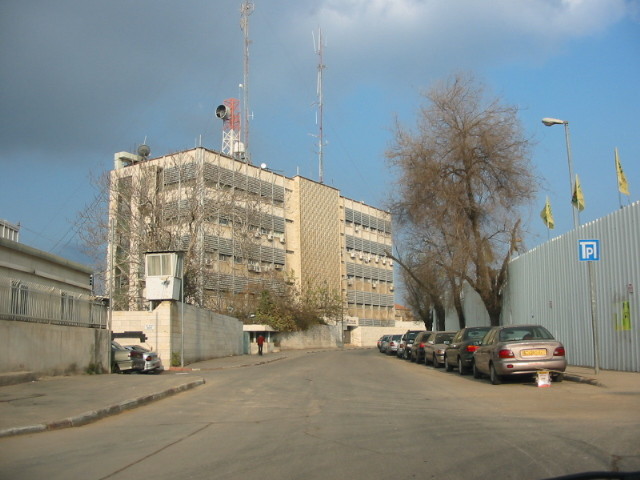
Autoritat de Radiodifusió d'Israel
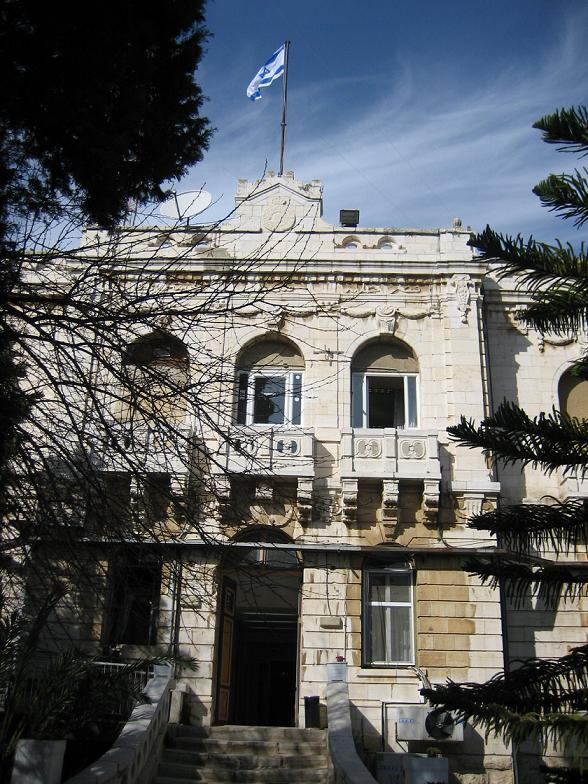
Kol Israel
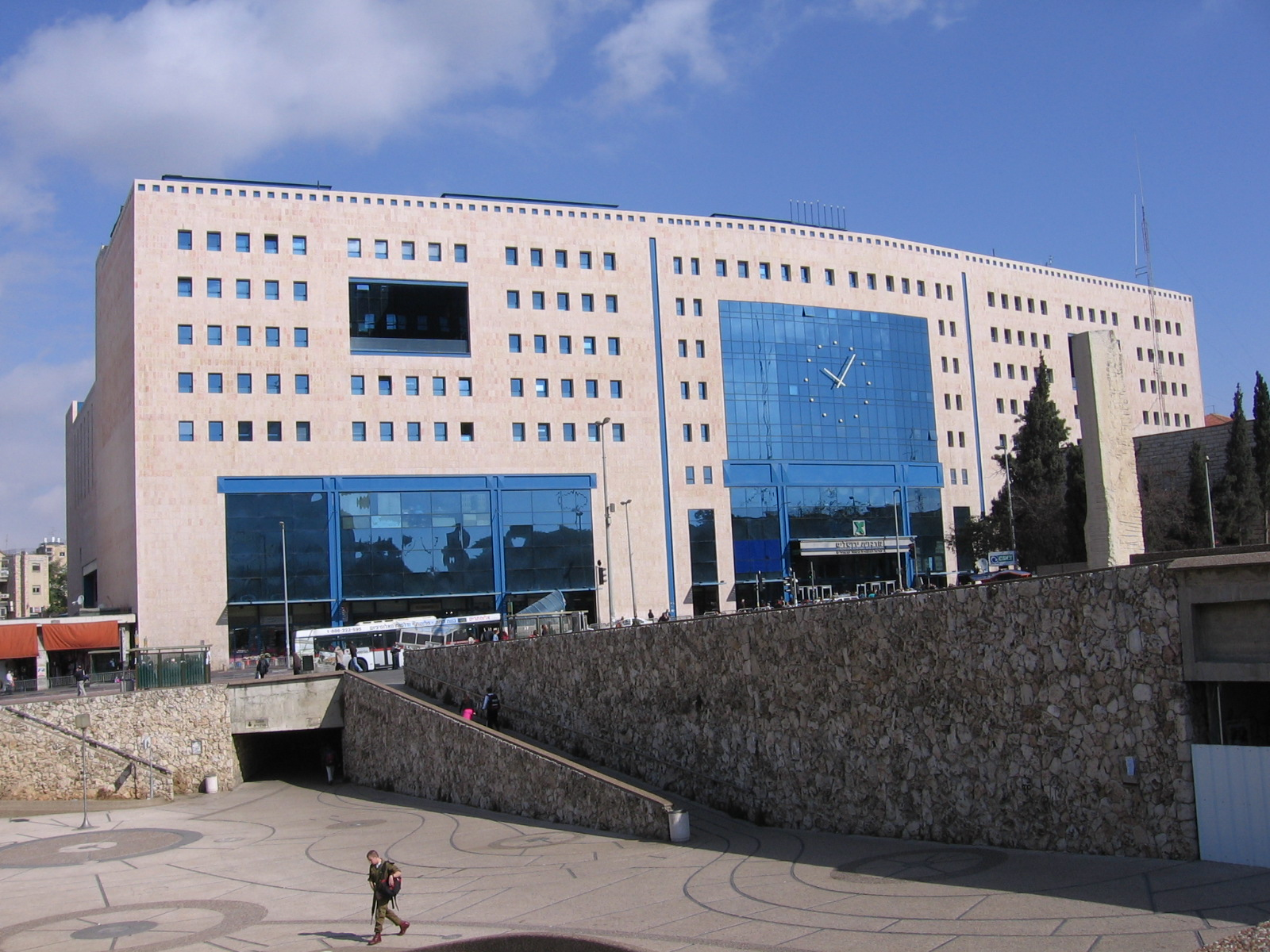
Estació Central d'Autobusos de Jerusalem
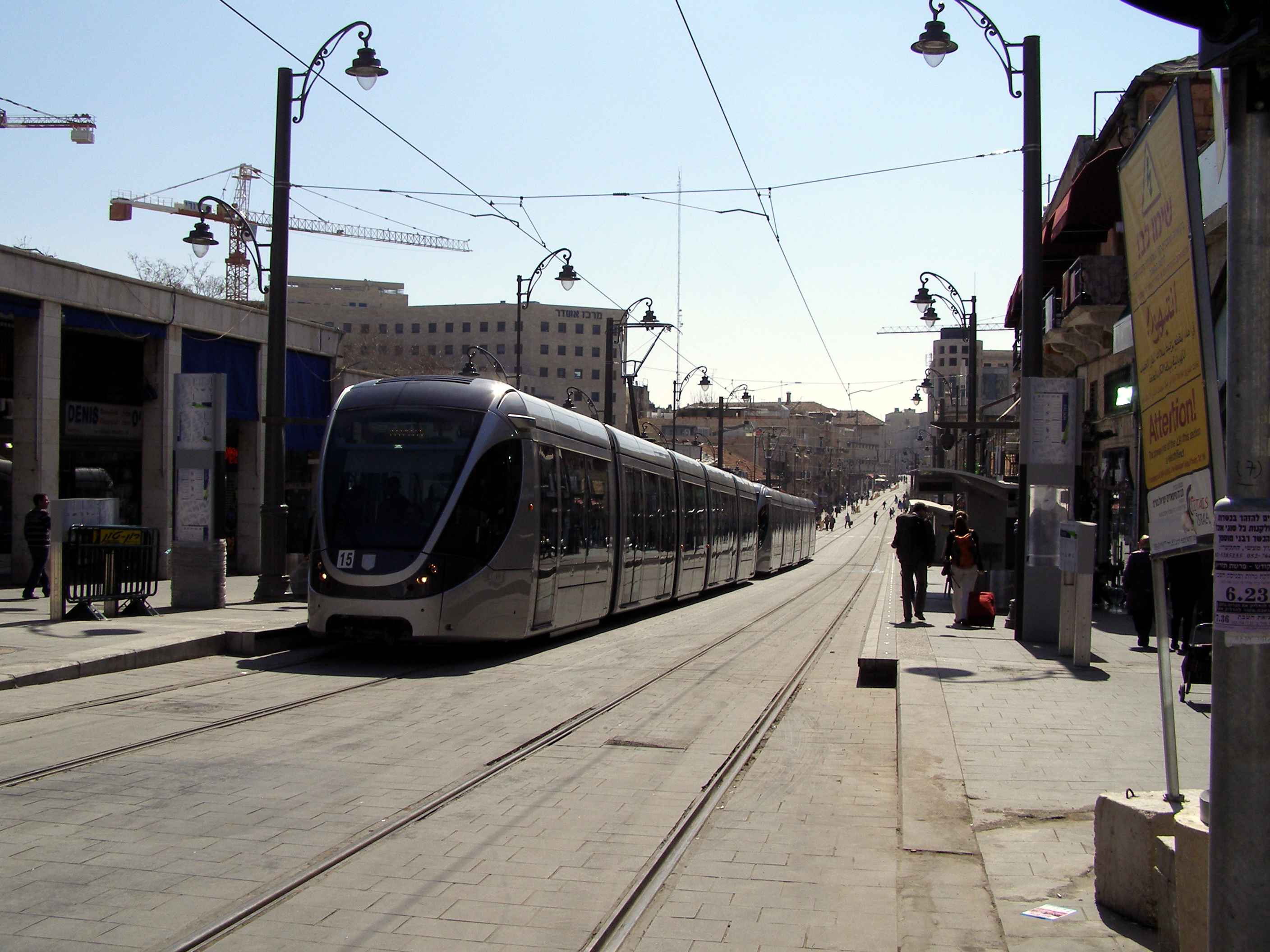
Tren Lleuger de Jerusalem
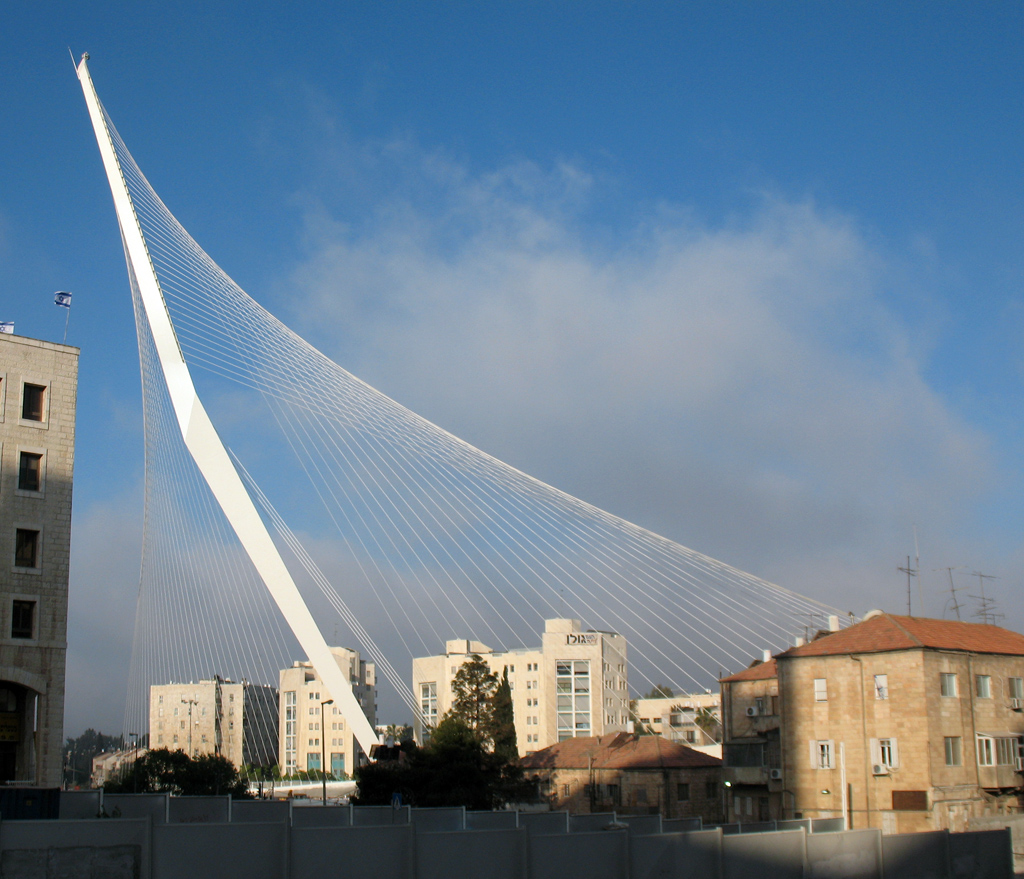
Pont de Cordes de Jerusalem
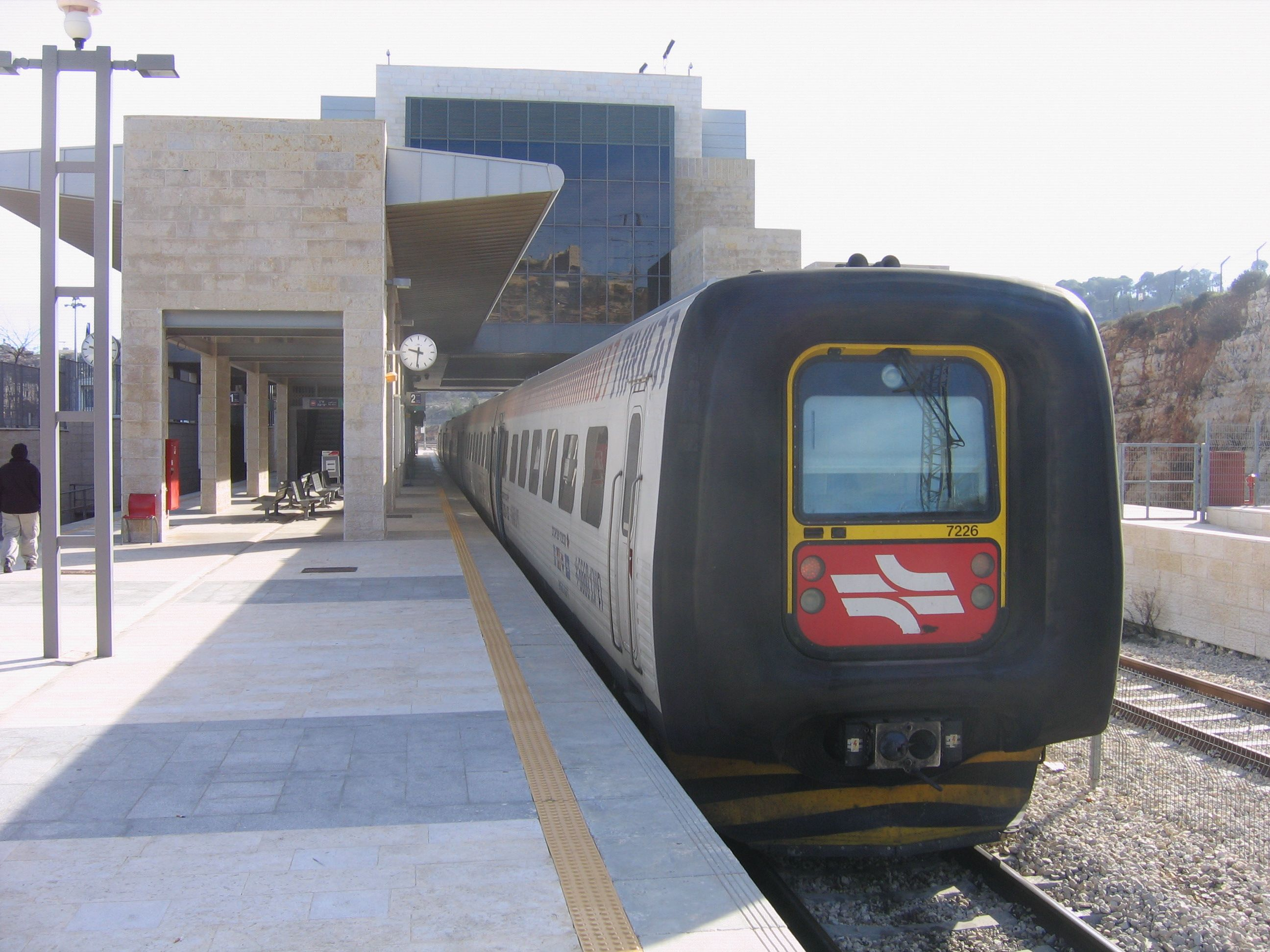
Ferrocarrils d'Israel - Estació Malha
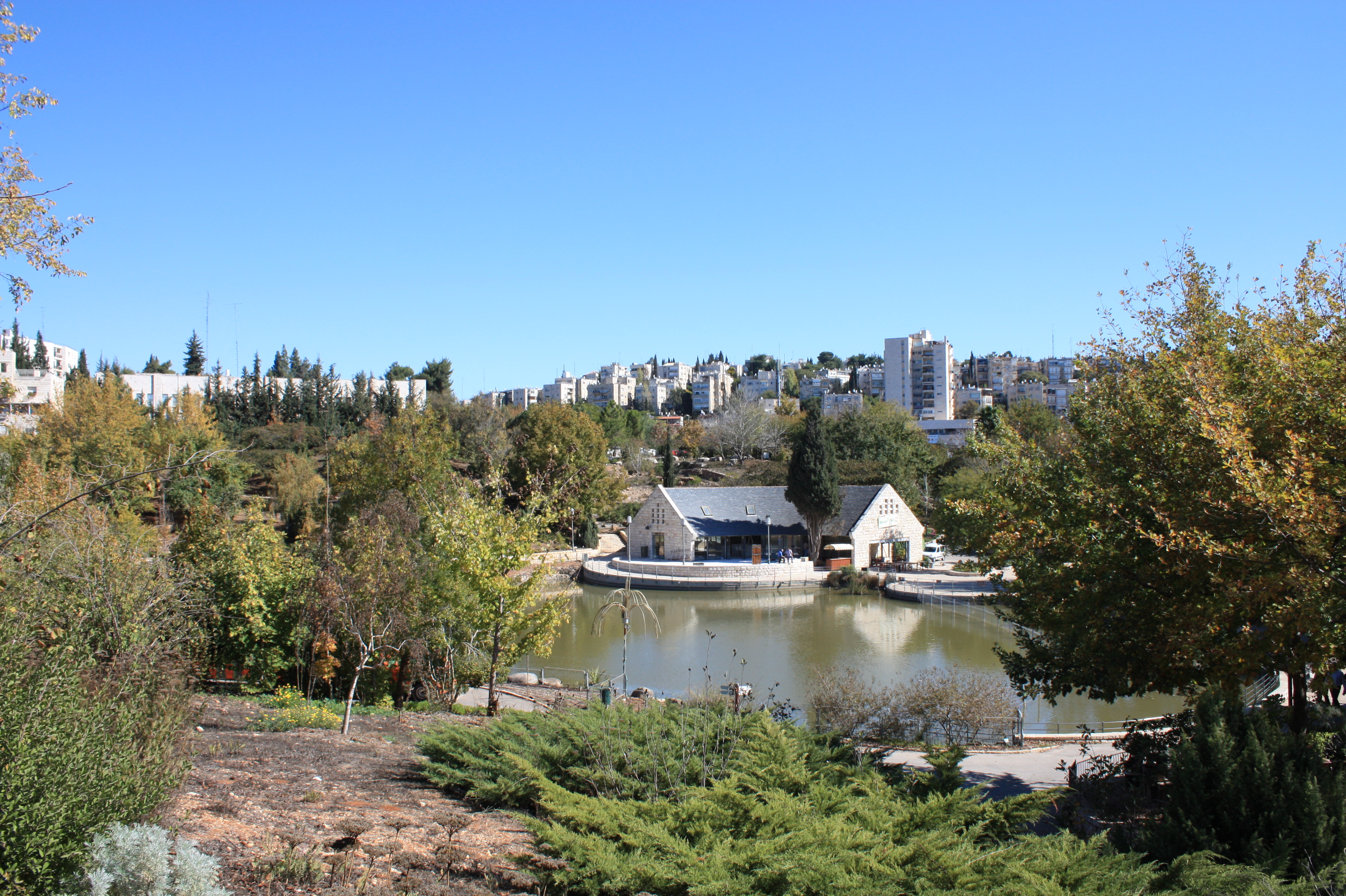
Jardí Botànic Nacional d'Israel
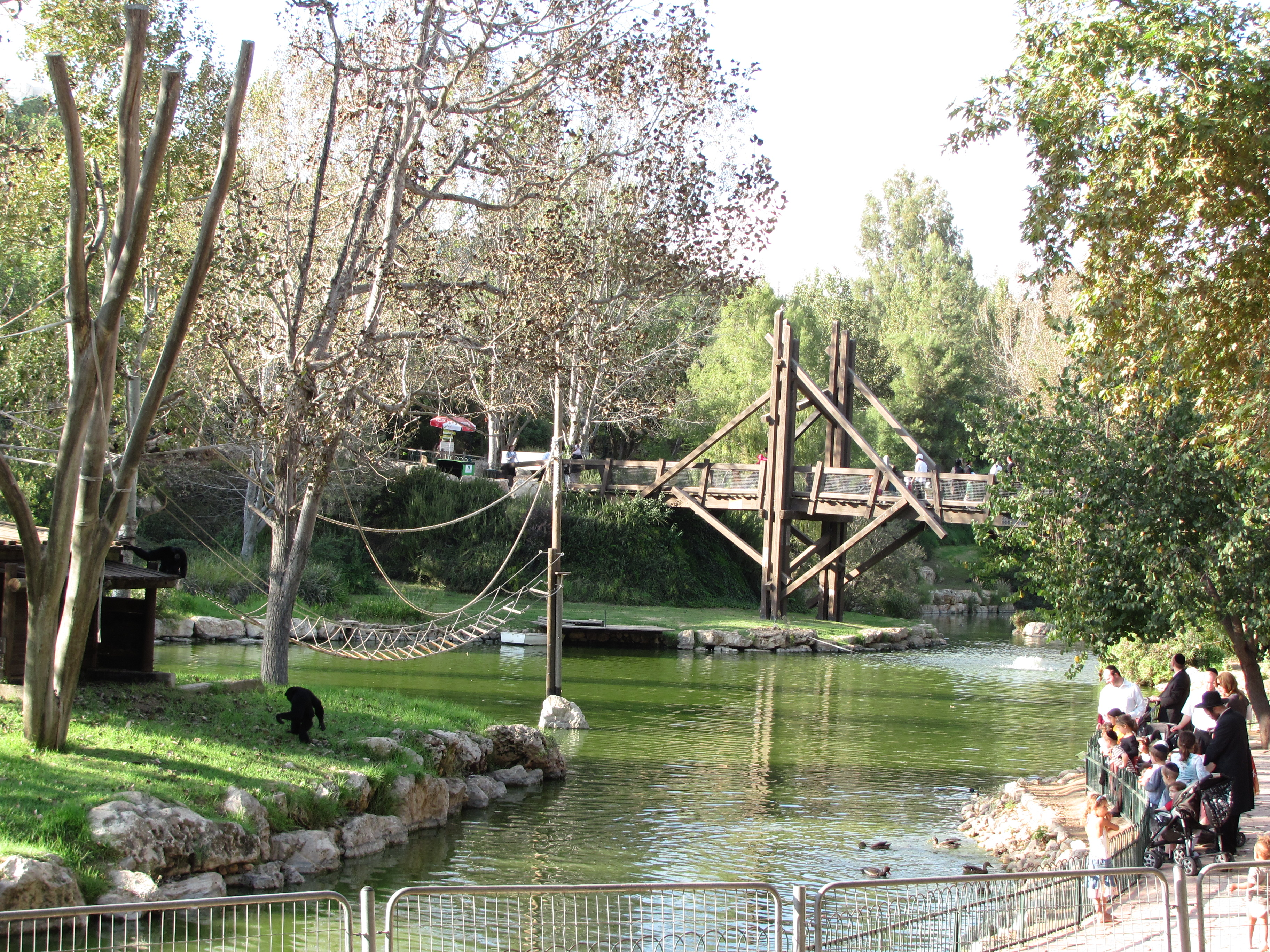
Jerusalem bíblica Zoo
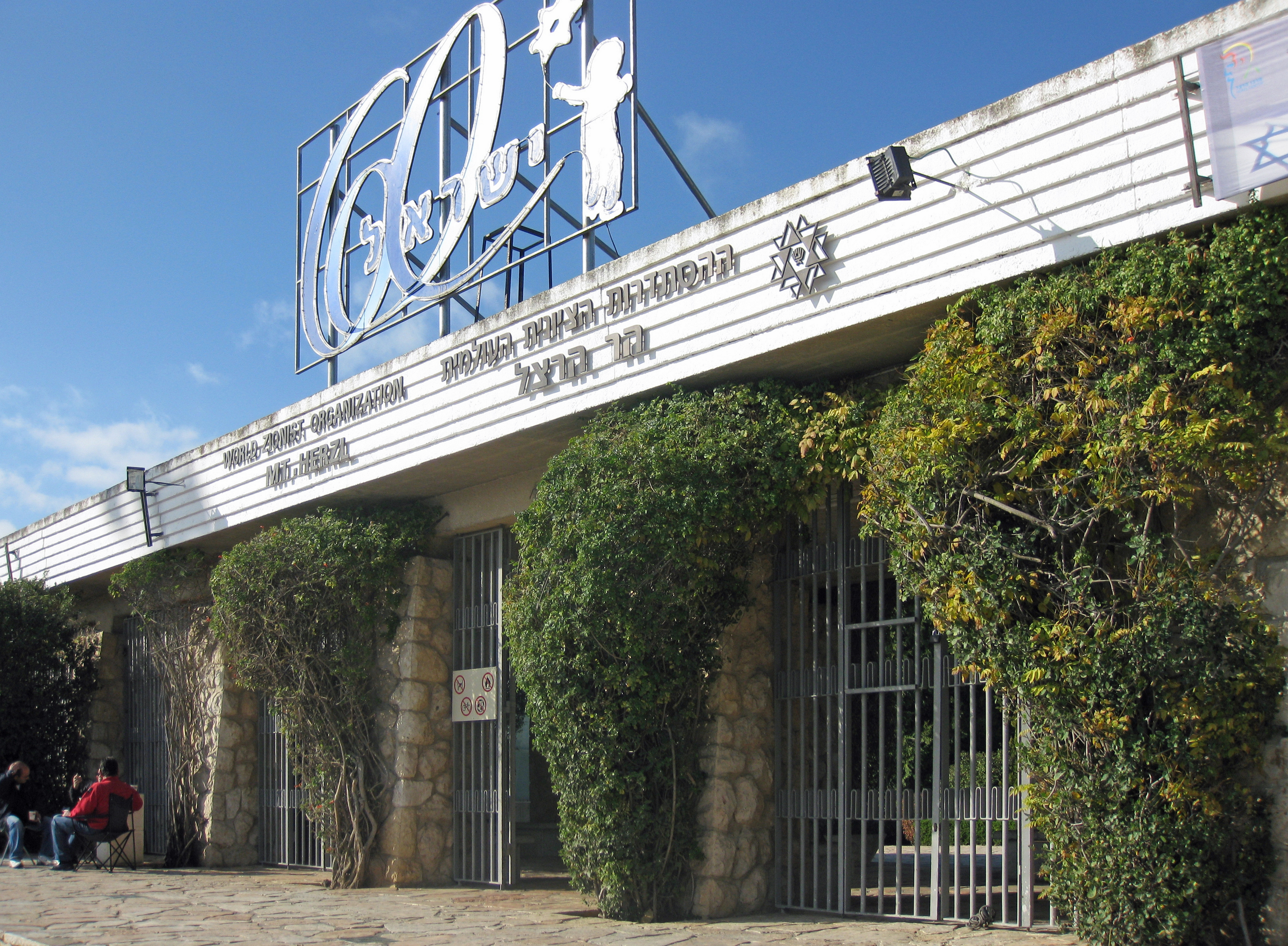
Mont Herzl - Cementiri Nacional d'Israel

## Panorama

Jerusalem vist des de la muntanya de les Oliveres

## Municipalitat de Jerusalem

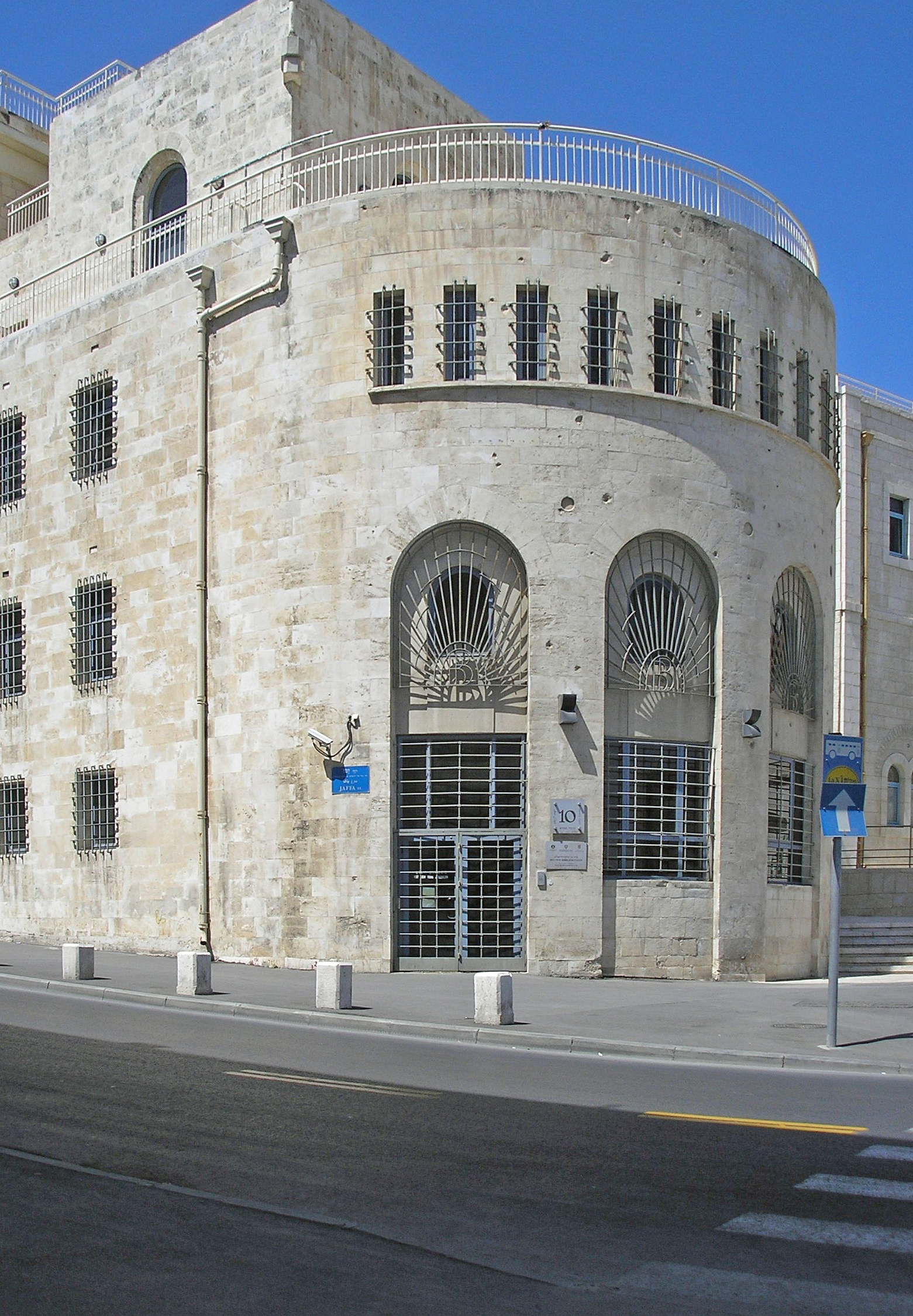
Vell Ajuntament
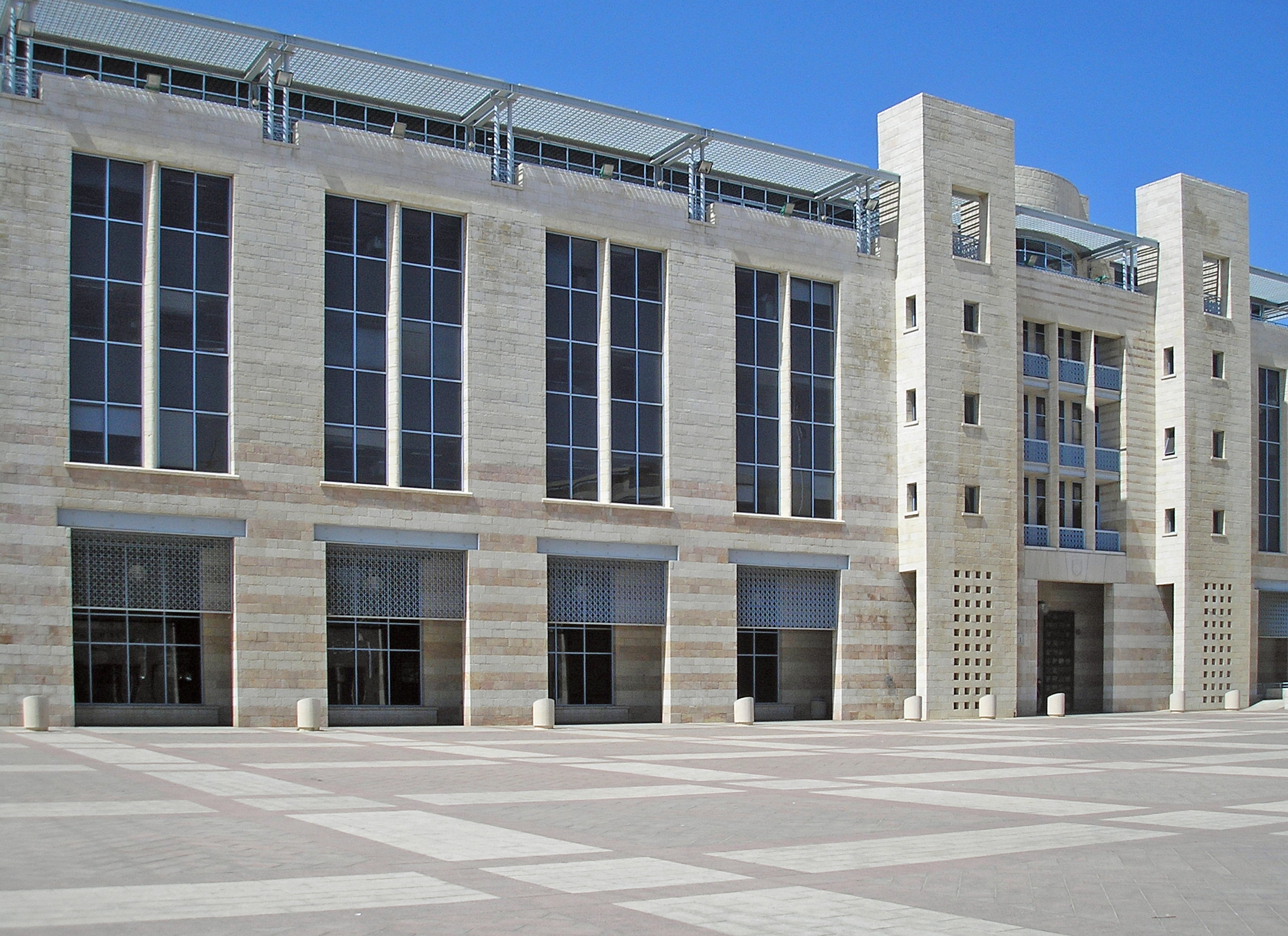
Ajuntament de Jerusalem